# Liste bekannter Schauspielerfamilien
Als Schauspielerfamilie wird eine Familie bezeichnet, in der seit Generationen viele Mitglieder bekannte Schauspieler wurden oder in der Film-, Theater-, Musik- oder Fernsehbranche arbeiten. Die Sortierung der nachfolgenden Liste erfolgt alphabetisch.

## Deutschsprachiges Europa

### Deutschland

#### Familie von Ambesser
- Axel von Ambesser (1910–1988), Schauspieler, Regisseur, Autor
  - ⚭ Inge von Ambesser-Oesterreich (1914–1995), Schauspielerin
    - Gwendolyn von Ambesser (* 1949), Autorin, Regisseurin, Schauspielerin

#### Familie Baison
- Jean Baptiste Baison (1812–1849), Schauspieler ⚭ Caroline Sutorius (1810–1875), Schauspielerin
  - Caroline Baison (* 1837), Schauspielerin
  - Anna Baison (* 1845), Schauspielerin
  - Auguste Baison (1846–1916), Schauspielerin

#### Familie Ballhaus
- Oskar Ballhaus (1908–1972), Schauspieler und Regisseur
  - ⚭ geschieden Lena Hutter (1911–2003), Schauspielerin
    - Michael Ballhaus (1935–2017), Kameramann ⚭ Helga Ballhaus (1935–2006), Schauspielerin und Produzentin
      - Florian Ballhaus (* 1965), Kameramann

    - Nele Maar (* 1938), Autorin und Therapeutin ⚭ Paul Maar (* 1937), Autor
      - Michael Maar (* 1960), Schriftsteller und Literaturkritiker
      - Anne Maar (* 1965), Autorin und Theaterregisseurin

  - ⚭ Anneliese Wertsch (1922–2008), Schauspielerin
    - Verena Ballhaus (* 1951), Kinderbuch-Illustratorin und Bühnenbildnerin
- Carl Ballhaus (1905–1968), Schauspieler, Regisseur und Theaterleiter
  - ⚭ Almut Dorowa (1916–2002) Tänzerin
    - Christian Ballhaus (* 1944) Schauspieler

#### Familie Heinrich Beck
- Heinrich Beck (1760–1803), Schauspieler ⚭ Caroline Beck (1766–1784), Schauspielerin
- Heinrich Beck (1760–1803), Schauspieler ⚭ Johanna Josefa Beck (unbekannt–1827), Schauspielerin
  - Louise Beck (1789–1857), Schauspielerin
- Johanna Josefa Beck (um 1765–1816), Schauspielerin und Opernsängerin
- Johann Beck (1754–?) ⚭ Christiane Henriette Beck (1756–1833), Schauspielerin

#### Familie Rufus Beck
- Rufus Beck (* 1957), Schauspieler und Sprecher ⚭ Ivonne Beck
  - Natalie Spinell (* 1982), Schauspielerin und Regisseurin (Stieftochter von Rufus Beck) ⚭ Felix Hellmann (* 1978), Schauspieler
  - Jonathan Beck (* 1991), Schauspieler
  - Sarah Beck (* 1992), Schauspielerin

#### Familie Bennent
- Heinz Bennent (1921–2011), Schauspieler
  - Anne Bennent (* 1963), Schauspielerin ⚭ Otto Lechner, Akkordeonist
  - David Bennent (* 1966), Schauspieler ⚭ Theresa Hübchen (* 1971), Schauspielerin

#### Familie Besson / Thalbach
- Benno Besson (1922–2006), Regisseur
  - liiert mit Sabine Thalbach (1932–1966), Schauspielerin
    - Katharina Thalbach (* 1954)
      - liiert mit Vladimir Weigl (* 1950)
        - Anna Thalbach (* 1973)
          - Nellie Thalbach (* 1995)

      - liiert mit Thomas Brasch (1945–2001), Schriftsteller

  - ⚭ Ursula Karusseit (1939–2019)
    - Pierre Besson (* 1967)
      - liiert 2003–2006 Muriel Baumeister (* 1972)

#### Familie Brecht
- Berthold Friedrich Brecht ⚭ Wilhelmine Friederike Sophie Brecht
  - Bertolt Brecht (1898–1956), Dramatiker und Lyriker
    - liiert mit Paula Banholzer (1901–1989), Erzieherin
      - Frank Banholzer (1919–1943)

    - ⚭ 1922–1928 Marianne Zoff (1893–1984), Schauspielerin und Opernsängerin ⚭ mit Theo Lingen (1903–1978), Schauspieler
      -         - Ursula Lingen (1929–2014), Schauspielerin ⚭ mit Kurt Meisel (1912–1994), Schauspieler

      - Hanne Marianne Brecht (1923–2009), Schauspielerin ⚭ Joachim Hiob, Arzt

    - ⚭ seit 1929 Helene Weigel (1900–1971), Schauspielerin und Intendantin
      - Stefan Brecht (1924–2009), Schriftsteller
      - Barbara Brecht-Schall (1930–2015), Theaterschauspielerin und Kostümbildnerin
        - ⚭ Ekkehard Schall (1930–2005), Schauspieler und Regisseur
          - Johanna Schall (* 1958), Schauspielerin
          - Jenny Schall, Kostümbildnerin

  - Walter Brecht (1900–1986), Professor an der TU Darmstadt (damals TH Darmstadt)

#### Familie Carrière
- Mathieu Carrière (* 1950), Schauspieler und Autor
  - Elena Carrière (* 1996), Model und Schauspielerin
- Till Carrière (1952–1978), Schauspieler
- Mareike Carrière (1954–2014), Schauspielerin
- Justus Carrière (* 1956), Schauspieler, Theaterregisseur und Schauspiellehrer

#### Familie von Collande / Dahmen
- Eugen von Mitschke-Collande (1844–1903), königlich preußischer Rittmeister ⚭ 1876 Maria von Aulock (1857–1933)
  - Heinrich von Mitschke-Collande (1877–1923), königlich preußischer Major ⚭ 1907 Editha von Woikowsky-Biedau (1886–1944)
    - Christoph von Mitschke-Collande (1912–1989), Kaufmann und Filmproduzent

  - Constantin von Mitschke-Collande (1884–1956), Kunstmaler ⚭ 1913–1940 Hilde Wiecke (1892–1984)
    - Volker von Collande (1913–1990), Schauspieler, Drehbuchautor und Regisseur ⚭ 1950 Irene Nathusius (* 1928)
      - Nora von Collande (* 1958), Schauspielerin und Autorin ⚭ 1983–2003 Rick Parsé (* 1935), Schauspieler; liiert mit Herbert Herrmann (* 1941), Schauspieler

    - Gisela von Collande (1915–1960), Schauspielerin ⚭ 1935 Josef Dahmen (1903–1985), Schauspieler
      - Andrea Dahmen (* 1939), Schauspielerin ⚭ Karlheinz Lemken (* 1941), Schauspieler
        - Julia Dahmen (* 1978), Schauspielerin

#### Familie Devrient
- Philipp De Vrient, Kaufmann
  - ⚭ Esther Charlotte de Missy
    - Tobias Philipp Devrient (1772–1836), Kaufmann ⚭ Marie Charlotte Prittschow
      - Karl August Devrient (1797–1872), Schauspieler
        - ⚭ 1823–1828 Wilhelmine Schröder-Devrient (1804–1860), Schauspielerin
          - Friedrich Devrient (1827–1871), Schauspieler

        - ⚭ ab 1855 Johanna Block, Schauspielerin
          - Max Devrient (1857–1929), Schauspieler ⚭ (geschieden) Babette Devrient-Reinhold (1863–1940), Schauspielerin

      - Eduard Devrient (1801–1877), Schauspieler ⚭ Therese Schlesinger
        - Otto Devrient (1838–1894), Schauspieler

      - Gustav Emil Devrient (1803–1872), Schauspieler ⚭ (geschieden) Doris Böhler (1804–1882), Schauspielerin

  - ⚭ Marie Val
    - Ludwig Devrient (1784–1832), Schauspieler ⚭ (geschieden) Friederike Schaffner, Schauspielerin; ⚭ ab 1825 Auguste Brandes, Balletttänzerin

#### Familie Diehl
- Hans Diehl (1940–2024), Schauspieler
  - August Diehl (* 1976), Schauspieler ⚭ 1999–2016 Julia Malik (* 1976), Schauspielerin und Schriftstellerin
  - Jakob Diehl (* 1978), Schauspieler und Komponist

#### Familie Drexel / Brenner
- Hans Brenner (1938–1998), Schauspieler
  - verheiratet mit Susanne Kappeler, Schauspielerin
    - Katharina Brenner (* 1964), Schauspielerin
    - Stephanie Brenner (* 1969), Schauspielerin
    - Anna Therese Brenner (* 1971), Schauspielerin

  - liiert mit Monica Bleibtreu (1944–2009), Schauspielerin
    - Moritz Bleibtreu (* 1971), Schauspieler

  - 1973–1998 liiert mit Ruth Drexel (1930–2009), Schauspielerin
    - Cilli Drexel (* 1975), Regisseurin

#### Familie Endemann
- Gernot Endemann (1942–2020), Schauspieler und Sprecher
- ⚭ Reinhilt Schneider (* 1946), Schauspielerin und Sprecherin
  - Till Endemann (* 1976), Regisseur und Sprecher
  - Jannik Endemann (* 1983), Sprecher
- ⚭ Jocelyne Boisseau (* 1953), Schauspielerin
  - Alicia Endemann (* 1988), Schauspielerin und Sängerin
- ⚭ Sabine Schmidt-Kirchner (* 1956), Schauspielerin

#### Familie Fitz
- Hans Fitz (Johannes Theodor August Fitz) (1891–1972), Bühnenautor, Schauspieler und Gitarrenvirtuose ⚭ Ilse Fitz, geb. Heirich (1900–1963), Schauspielerin und Opernsängerin
  - Walter Fitz (1921–1992), Volksschauspieler ⚭ Molly Fitz-Raffay, Gesangs- und Gitarrenstudium
    - Lisa Fitz (* 1951), Kabarettistin
      - ⚭ (geschieden) Ali Khan
        - Nepomuk Fitz (* 1981), Musiker

      - ⚭ 1999–2003 Giovanni Rodriguez
      - liiert seit 2003 Peter Knirsch, Comiczeichner

  - Gerd Fitz (Friedrich Sebastian Fitz) (1930–2015), Volksschauspieler
    - Michael Fitz (* 1958), Schauspieler und Musiker
      - Emanuel Fitz (* 1992), Schauspieler

  - Veronika Fitz (1936–2020), Volksschauspielerin ⚭ Willi Anders (?–1971), Schauspieler
    - Ariela Bogenberger (* 1962), Drehbuchautorin ⚭ Thomas Bogenberger (* 1952), Komponist
- Josef Fitz
  -     - Florian David Fitz (* 1974), Schauspieler

#### Familie Formes
- Hubert Formes (unbekannt–nach 1866), Opernsänger
- Karl Formes (1810–1889), Opernsänger (Bass)
  - Ernst Formes (1841–1898), Theaterschauspieler
    - Margarethe Formes (1869–nach 1902), Theaterschauspielerin ⚭ Heinrich Freiherr von Königswarter (* 1861)
- Theodor Formes (1826–1874), Opernsänger (Tenor) ⚭ Auguste Formes (1831–1888), Theaterschauspielerin ⚭ 1866 Wilhelm von Weymarn, Oberst
- Wilhelm Formes (1831–1884), Opernsänger (Bariton)

#### Familie Franz-Engelbrecht
- Alice Franz-Engelbrecht (1912–2011), Schauspielerin und Synchronsprecherin ⚭ Gen Golch, Bildhauer
  - Constanze Engelbrecht (1950–2000), Schauspielerin ⚭ François Nocher (* 1944), Schauspieler und Regisseur
    - Julie Engelbrecht (* 1984), Schauspielerin

#### Familie Fritsch
- Willy Fritsch (1901–1973), Schauspieler
  - ⚭ Dinah Grace-Fritsch (1916–1963), Tänzerin und Schauspielerin
    - Michael Fritsch (* 1937), Grafik-Designer
    - Thomas Fritsch (1944–2021), Schauspieler

#### Familie George
- Heinrich George (1893–1946), Schauspieler ⚭ Berta Drews (1901–1987), Schauspielerin
  - Jan George (* 1931)
  - Götz George (1938–2016) ⚭ 1966–1976 Loni von Friedl (* 1943)
    - Tanja Nicole George (* 1967), Regisseurin

#### Familie Gwisdek
- Michael Gwisdek (1942–2020), Schauspieler und Filmregisseur ⚭ 1985–2007 Corinna Harfouch (* 1954), Schauspielerin
  - Robert Gwisdek (* 1984), Schauspieler, Musiker und Buchautor
  - Johannes Gwisdek (* 1980), Schauspieler und Komponist – Halbbruder von Robert Gwisdek, Sohn von Corinna Harfouch

#### Familie Hagen I
- Oskar Hagen (1888–1957), Kunsthistoriker ⚭ Thyra Leisner (?–1938), Opernsängerin
  - Holger Hagen (1915–1996), Schauspieler ⚭ Bruni Löbel (1920–2006), Schauspielerin
  - Uta Hagen (1919–2004), Schauspielerin und Schauspiellehrerin
    - ⚭ 1938–1948 José Ferrer, Schauspieler und Regisseur
    - ⚭ 1957–1990 Herbert Berghof (1909–1990), Schauspieler und Regisseur

#### Familie Hagen II
- Eva-Maria Hagen (1934–2022) ⚭ 1954–1959 Hans Oliva-Hagen (1922–1992)
  - Nina Hagen (* 1955)
    - Cosma Shiva Hagen (* 1981), ihr Vater ist Ferdinand Karmelk (1950–1988), Musiker

#### Familie Hinz
- Werner Hinz (1903–1985), Schauspieler ⚭ Ehmi Bessel (1904–1988), Schauspielerin
  - Dinah Hinz (1934–2020), Schauspielerin, (Vater: Ernst Udet (1896–1941), Jagdflieger)
  - Michael Hinz (1939–2008), Schauspieler
    - ⚭ (geschieden) Ingrid van Bergen (* 1931), Schauspielerin
      - Carolin van Bergen (1964–1990), Schauspielerin

    - ⚭ Viktoria Brams (* 1944), Schauspielerin

  - Knut Hinz (* 1941), Schauspieler ⚭ Monika Jetter (* 1940), Moderatorin in Buchautorin, (erste Ehe), ⚭ Andrea Richter (zweite Ehe).
    - Vanessa, aus der Verbindung mit Monika Jetter
    - Nora und Jasper aus zweiter Ehe.

#### Familie Heigel
- Joseph Franz Heigel (1752–1811), Hofschauspieler
  - Cäsar Max Heigel (1783-nach 1847), Schauspieler
    - Caesarine Kupfer-Gomansky (1818–1886), Schauspielerin

  - Karl Heigel, Schauspieler
  - Klemens August Heigel (1792–1849), Schauspieler
  - Joseph Heigel (1780–1837), Maler
    - Franz Napoleon Heigel (1813–1888), Maler

#### Familie Impekoven
- (unbekannt)
  - Toni Impekoven (1881–1947), Bühnenautor und Theaterintendant ⚭ Frieda Impekoven (1880-nach 1965), Gerechte unter den Völkern
    - Niddy Impekoven (1904–2002), Tänzerin

  - Sabine Impekoven (1889–1970), Schauspielerin ⚭ 1914 Leo Peukert, Theater- und Filmregisseur, Schauspieler
  - Leo Impekoven (1873–1943), Maler, Bühnenbildner

#### Familie Kayssler
- Friedrich Kayssler (1874–1945), Schauspieler
  - Christian Kayßler (1898–1944), Schauspieler
    - Christine Kayßler (1923–2010), Schauspielerin
    - Maria Kayßler (* 1934), Schauspielerin
    - Martin Kayßler (* 1939), Schauspieler

#### Familie Keller / Schnitzler
- Inge Keller (1923–2017) ⚭ bis 1956 Karl-Eduard von Schnitzler (1918–2001), Journalist
  - Barbara Schnitzler (* 1953)
  - liiert mit Dieter Mann (1941–2022)
    - Pauline Knof (* 1980)

  - ⚭ Michael Knof (* 1949), Regisseur

#### Familie Kieling
- Wolfgang Kieling (1924–1985)
  - ⚭ (geschieden) Gisela Uhlen (1919–2007), diese ist eine Nichte von Max Schreck (1879–1936)
    - Susanne Uhlen (* 1955)
      - ⚭ (geschieden) 1984 Charly Steinberger (1937–2019)
      - liiert von 1983 bis 1998 mit Herbert Herrmann (* 1941)

    - Barbara Bertram (1945–2023) ihr Vater ist Hans Bertram (1906–1993), Regisseur

  - liiert mit Ingrid Rentsch (1928–2022)
    - Florian Martens (* 1958)

#### Familie Kinski
- Bruno Nakszynski ⚭ Susanne Lutze
  - Inge, Arne und Hans-Joachim („Achim“) Nakszynski
    - Lara Naszinsky (* 1967), Schauspielerin (Tochter eines der drei Geschwister)

  - Klaus Kinski (1926–1991) ⚭ (1952–1955) Gislinde Kühbeck (Sängerin; Schwester von Guntram Kühbeck), ⚭ (1960–1968) Ruth Brigitte Tocki, ⚭ (1971–1979) Minhoï Geneviève Loanic, 1987–1989 liiert mit Debora Caprioglio (Schauspielerin)
    - Pola Kinski (* 1952), Schauspielerin ⚭ Wolfgang Hoepner
      - u. a. Janina (* 1978)

    - Nastassja Kinski (* 1961), Schauspielerin, liiert mit Vincent Spano (Schauspieler), ⚭ (1984–1992) Ibrahim Moussa (Filmproduzent), 1991–1997 liiert mit Quincy Jones (Komponist)
      - Aljosha Nakzynski Moussa (* 1984)
      - Sonja Leila Moussa gnt. Kinski (* 1986), Model
      - Kenya Kinski-Jones (* 1993)

    - Nikolai Kinski (* 1976)

#### Familie Knuth
- Gustav Knuth (1901–1987) Schauspieler ⚭ (geschieden) Gustl Busch (1900–1969), Schauspielerin, ⚭ Elisabeth Lennartz (1902–2001), Schauspielerin
  - Klaus Knuth (1935–2012), Schauspieler ⚭ Hannelore (Lorli) Fischer (Nichte von O. W. Fischer), Schauspielerin, Autorin
    - Nicole Knuth, Schauspielerin und Kabarettistin

#### Familie Krüger
- Hardy Krüger (1928–2022)
  - ⚭ 1950–1964 Renate Densow (1918–2006), Schauspielerin
    - Christiane Krüger (* 1945) ⚭ (geschieden) Manfred Bockelmann (* 1943; Bruder von Udo Jürgens)

  - ⚭ 1964–1977 Francesca Marazzi, Malerin
    - Malaika Krüger (* 1967)
    - Hardy Krüger jr. (* 1968) ⚭ Katrin Fehringer (* 1977), Malerin

  - ⚭ Anita Park

#### Familie Langhoff
- Wolfgang Langhoff (1901–1966), Schauspieler und Regisseur ⚭ Renata Edwina Malacrida, Schauspielerin
  - Thomas Langhoff (1938–2012), Regisseur und Schauspieler
    - Tobias Langhoff (1962–2022), Schauspieler
    - Lukas Langhoff (* 1964), Schauspieler ⚭ Şermin Langhoff (* 1969), Theaterleiterin

  - Matthias Langhoff (* 1941), Regisseur
    - ⚭ Michèle Wolff
    - ⚭ Laurence Calame, Schauspielerin und Regisseurin
      - Anna Langhoff (* 1965), Schriftstellerin und Regisseurin liiert mit Alexei Pawlowitsch Schipenko (* 1961), Schriftsteller und Regisseur
      - Caspar Langhoff, Regisseur
      - Anton Langhoff

#### Familie Liefers
- Heinz Liefers (1909–1985), Regisseur und Schauspieler
  - Karlheinz Liefers (1941–2006), Regisseur ⚭ Brigitte Liefers-Wähner (* 1944), Schauspielerin; ⚭ Heidi Brambach, Kostümbildnerin
    - Jan Josef Liefers (* 1964), Schauspieler und Regisseur ⚭ Anna Loos (* 1970), Schauspielerin
      - Lilly Liefers (* 2002), Schauspielerin
      - Lola Liefers (* 2008), Schauspielerin

    - Martin Brambach (* 1967), Schauspieler (Stiefbruder von Jan Josef Liefers) ⚭ Christine Sommer (* 1970), Schauspielerin

#### Familie Maertens
- Willy Maertens (1893–1967), Schauspieler ⚭ Charlotte Kramm (1900–1971), Schauspielerin
  - Peter Maertens (1931–2020), Schauspieler
    - Kai Maertens (* 1958), Schauspieler ⚭ Barbara Auer (* 1959), Schauspielerin (geschieden)
    - Michael Maertens (* 1963), Schauspieler ⚭ (geschieden) Mavie Hörbiger (* 1979), Schauspielerin
    - Miriam Maertens (* 1970), Schauspielerin

#### Familie Millowitsch
- Michael Millowitsch, Lohkuchenhändler und Puppenspieler
  - Franz Andreas Millowitsch (1793–1875), Puppenspieler
    - Josef Caspar Millowitsch (1830–1867), Puppenspieler
      - Wilhelm Josef Millowitsch (1854–1909) ⚭ Emma vom Hau (1861–1930)
        - Peter Wilhelm Millowitsch (1880–1945) ⚭ Katharina Luise Plank
          - Lucy Millowitsch (1905–1990), Schauspielerin ⚭ Josef Haubrich (1889–1961), Jurist, Kunstmäzen
          - Willy Millowitsch (1909–1999), Schauspieler ⚭ Linny Lüttgen, ⚭ Gerda Feldhoff (1922–2004)
            - Katarina Millowitsch (* 1947)
            - Peter Millowitsch (* 1949), Schauspieler ⚭ Barbie Millowitsch-Steinhaus (* 1949), Schauspielerin
            - Susanne Millowitsch (* 1953)
            - Mariele Millowitsch (* 1955), Schauspielerin

        - Wilhelm Josef Michael Millowitsch (1891–1954), Schauspieler ⚭ Maria Elisabeth Freytag[1]
        - NN Millowitsch ⚭ Cordy Millowitsch, geb. Ducque (1890–1977), Schauspielerin und Sängerin

#### Familie Minetti
- Bernhard Minetti (1905–1998), Schauspieler
  - Hans-Peter Minetti (1926–2006), Schauspieler ⚭ Irma Münch (* 1930), Schauspielerin
    - Daniel Minetti (* 1958), Schauspieler

  - Jennifer Minetti (1940–2011), Schauspielerin

#### Familie Mockridge
- Bill Mockridge (* 1947), Schauspieler und Kabarettist ⚭ Margie Kinsky (* 1958), Schauspielerin und Kabarettistin
  - Nicholas Mockridge (* 1984), Regisseur und Schauspieler
  - Matthew Mockridge (* 1986), Unternehmer und ehemaliger Popsänger
  - Luke Mockridge (* 1989), Komiker
  - Leonardo Mockridge, Musiker
  - Jeremy Mockridge (* 1993), Schauspieler
  - Liam Mockridge (* 1997), Schauspieler

#### Familie Mühe / Gröllmann
- Otto Gröllmann (1902–2000), Bühnenbildner ⚭ Gertrud Gröllmann, Theaterfotografin
  - Jenny Gröllmann (1947–2006), Schauspielerin
    - ⚭ 1973–1982 Michael Kann, Regisseur
    - ⚭ 1984–1990 Ulrich Mühe (1953–2007), Schauspieler ⚭ 1997–2007 Susanne Lothar (1960–2012), Schauspielerin
      - Anna Maria Mühe (* 1985), Schauspielerin

    - ⚭ 2004–2006 Claus-Jürgen Pfeiffer, Filmarchitekt

#### Familie Müller-Elmau
- Eberhard Müller-Elmau (1905–1995), Schauspieler und Regisseur ⚭ Gerda Kuntzsch (1909–2008), Opernsängerin
  - Raidar Müller-Elmau (1933–2003), Schauspieler
    - Alexander Müller-Elmau (* 1961), Bühnenbildner, Autor und Regisseur
    - Katharina Müller-Elmau (* 1965), Schauspielerin und Musikerin
      - Olivia Müller-Elmau (* 1998), Schauspielerin

  - Markwart Müller-Elmau (* 1937), Schauspieler und Regisseur

#### Familie Neutze
- Günther Neutze (1921–1991), Schauspieler
- Horst Michael Neutze (1923–2006), Schauspieler
- Hans Lothar (Neutze) (1929–1961), Schauspieler
  - ⚭ 1950–1954 Kari Noller, Schauspielerin
  - ⚭ Ingrid Andree (1931), Schauspielerin
    - Susanne Lothar (1960–2012), Schauspielerin
    - Marcel Werner (1952–1986), Schauspieler, aus einer Beziehung mit Elfriede Rückert (1918–2016)

#### Familie Ochsenknecht
- Uwe Ochsenknecht, Schauspieler
  - Rosana della Porta, Künstlerin
    - Rocco Stark, Schauspieler und Sänger

  - ⚭ bis 2012 Natascha Ochsenknecht, Modemodell
    - Jimi Blue Ochsenknecht, Schauspieler
    - Wilson Gonzalez Ochsenknecht, Schauspieler
    - Cheyenne Savannah Ochsenknecht

#### Familie Petruo
- Heinz Petruo (1918–2001), Schauspieler und Sprecher ⚭ Theaterschauspielerin
  - Thomas Petruo (1956–2018), Schauspieler und Sprecher
    - Vanessa Petruo (* 1979), ehemalige Sängerin, Schauspielerin und Synchronsprecherin

#### Familie Röhl
- Bärbel Röhl (* 1950), Schauspielerin
  - Katja Frenzel (* 1974), Schauspielerin
  - Anna Frenzel-Röhl (* 1981), Schauspielerin
- Siegrid Reintsch, Theaterschauspielerin ⚭ Hans-Otto Reintsch, Theaterschauspieler, Autor
  - Henriette Richter-Röhl (* 1982), Schauspielerin ⚭ Walter Unterweger (* 1976), Arzt und Teilnehmer bei Big Brother
  - Fridolin Richter (* 1977), Schauspieler

#### Familie Rühmann
- Hermann Rühmann ⚭ Margarethe Rühmann
  - Heinz Rühmann (1902–1994), Schauspieler
    - ⚭ 1924–1938 Maria Bernheim alias Maria Herbot (1897–1957), Schauspielerin
    - Mitte der 1930er Jahre liiert mit Leny Marenbach (1907–1984), Schauspielerin (⚭ Walter Pindter)
    - ⚭ 1939–1970 Hertha Feiler (1916–1970), Schauspielerin
      - Heinzpeter Rühmann (* 1942), Ingenieur und Professor an der Technischen Universität München
        - Melanie Rühmann (* 1975), Schauspielerin

    - ⚭ ab 1974 Hertha Droemer (geb. Wohlgemuth, 1923–2016), Schauspielerin, Witwe nach Willy Droemer, Verleger

#### Familie Schlichting / Hansen / Becker
- Erik Hansen Buchardt, dänischer Tänzer, Bruder von Ruth Buchardt ⚭ Claire Schlichting, Komikerin
  - Jonny Buchardt (1925–2001), Schauspieler und Komiker
    - ⚭ (geschieden) Barbara Schöne (* 1947), Schauspielerin

  - Monika Hansen (1942–2025), Schauspielerin
    - ⚭ bis 1971 Rolf Becker (* 1935), Schauspieler
      - Ben Becker (* 1964), Schauspieler
        - ⚭ Anne Seidel
        - Lilith (* 2000)

      - Meret Becker (* 1969), Schauspielerin
        - ⚭ 1996–2002 Alexander Hacke (* 1965), Musiker
        - liiert mit Danny Bruder (* 1969), Musiker und Autor

    - ⚭ Otto Sander (1941–2013), Schauspieler

#### Familie Schönberg / Marx
- Louis Schönberg, Bauchredner ⚭ Fanny Schönberg, Musikerin
  - Miene Schönberg (1865–1929), Schauspielerin und Managerin ⚭ Simon Samuel Marx (1861), später Sam Marx, Tanzlehrer und Schneider
    - Manfred Marx (1885–1888)
    - Leonhard Marx (1887–1961), Komiker und Schauspieler (Chico Marx)
      - ⚭ 1917–1941 Betty Carp
      - ⚭ ab 1958 Mary De Vithas

    - Adolph Arthur Marx (1888–1964), Komiker und Schauspieler (Harpo Marx)
      - ⚭ 1936 ab Susan Fleming (1908–2002), Schauspielerin

    - Julius Henry Marx (1890–1977), Komiker und Schauspieler (Groucho Marx)
      - ⚭ 1920–1942 Ruth Johnson
        - Arthur Marx (1921–2011), Schriftsteller
        - Miriam Marx (* 1927), als Miriam Allen Schriftstellerin

      - ⚭ 1945–1951 Kay Marvis
        - Melinda Marx (* 1946), Schauspielerin

      - ⚭ 1954–1969 Eden Hartford (1930–1983), Schauspielerin

    - Milton Marx (1892–1977), Schauspieler und Agent (Gummo Marx)
      - ⚭ ab 1929 Helen von Tilzer (1907–1976)
        - Robert Marx (* 1930)
          - Gregg Marx (* 1955), Schauspieler
          - Brett Marx (* 1964), Schauspieler und Produzent

    - Herbert Marx (1901–1979), Komiker und Schauspieler (Zeppo Marx)
      - ⚭ 1927–1954 Marion Benda
        - Timothy Marx

      - ⚭ 1959–1973 Barbara Blakely (1927–2017), Showgirl und spätere Ehefrau von Frank Sinatra

  - Albert Schönberg (1868–1949), Komödiant
    - Cousine Sadye Marks (1905–1983), später Mary Livingstone, Komödiantin, ⚭ Jack Benny
    - Cousin Hilliard Marks, Radio- und TV-Produzent

#### Familie Schroth
- Heinrich Schroth (1871–1945), Theater- und Filmschauspieler
  - ⚭ Else Ruttersheim, Schauspielerin
    - Carl-Heinz Schroth (1902–1989), Schauspieler
      - ⚭ Ruth Hausmeister (1912–2012), Schauspielerin
        - Sabine Schroth, Castingmanagerin
        - Katrin Schroth, Schauspielerin

  - ⚭ Käthe Haack (1897–1986), Schauspielerin
    - Hannelore Schroth (1922–1987), Schauspielerin
      - ⚭ 1944–1945 Carl Raddatz (1912–2004), Film- und Theaterschauspieler
      - ⚭ 1945–1950 Hans Hass (1919–2013), Tauchpionier und Meeresforscher
        - Hans Hass jr. (1946–2009), Schauspieler und Musiker
- Heinrich Schroth (1893–1971), Schauspieler, Regisseur, Autor
  - ⚭ Paula Maria Eisele (?)
    - Eleonore Schroth, Schauspielerin

#### Familie Schweiger
- Til Schweiger, Schauspieler, Regisseur, Produzent ⚭ 1995–2014 Dana Schweiger, Moderatorin, Unternehmerin
  - Valentin Schweiger (* 1995)
  - Luna Schweiger (* 1997), Schauspielerin
  - Lilli Schweiger (* 1998), Schauspielerin
  - Emma Schweiger (* 2002), Schauspielerin

#### Familie Schweighöfer
- Willy Schweighöfer (1906–1980), Kulturschaffender
  - Joachim Schweighöfer (1936–2023), Schauspieler
  - Michael Schweighöfer (* 1952), Schauspieler und Theaterregisseur ⚭ Gitta Schweighöfer, Schauspielerin
    - Matthias Schweighöfer (* 1981), Schauspieler, Synchronsprecher, Regisseur, Produzent und Sänger

  - Götz Schweighöfer (1960–2021), Schauspieler

#### Familie Schwiers / Jacob
- Lutz Schwiers (1904–1983), Theaterschauspieler ⚭ NN
  - Ellen Schwiers (1930–2019), Film- und Theaterschauspielerin ⚭ 1956 Peter Jacob (1909–1992), Filmproduzent (1. Ehemann von Leni Riefenstahl)
    - Katerina Jacob (* 1958), Schauspielerin und Synchronsprecherin ⚭ 1997–2002 Oliver Hengst, Regisseur; ⚭ 2011 Jochen Neumann, Makler
      - Josephine Jacob (* 1981), Schauspielerin (Vater: Oswald Döpke) ⚭ Roger Cross (* 1969), kanadischer Schauspieler
        - Kaniel Jacob-Cross, Kinderdarsteller
        - Gabriel Jacob-Cross, Kinderdarsteller

    - Daniel Jacob (1963–1985), Schauspieler

  - Gösta Schwiers, Diplom-Schiffbauingenieur ⚭ Nina geb. Körbelin
    - Marte von Have geb. Schwiers (* 1965), Schauspielerin und Autorin ⚭ Harro von Have, Rechtsanwalt und Filmproduzent
      - Antonia von Have
      - Helena von Have, Schauspielerin
      - Henry von Have

    - Arne Schwiers (* 1967), Grip ⚭ Sabine

  - Holger Schwiers (* 1947), Schauspieler und Synchronsprecher ⚭ Andrea
    - Gideon Schwiers

  - Cousinen von Ellen Schwiers: Dagmar Hessenland (* 1941), Schauspielerin (⚭ Dieter Schaad) und Heide Ackermann (* 1943), Schauspielerin

#### Familie Semmelrogge
- Willy Semmelrogge (1923–1984), Schauspieler ⚭ NN
  - Martin Semmelrogge (* 1955), Schauspieler ⚭ 1985–1991 Susanne; ⚭ 1998 Sonja (1964–2018), Regisseurin
    - Dustin Semmelrogge (* 1980), Schauspieler (Mutter: Bettina Sattler, Malerin)
    - Joanna Semmelrogge (* 1990), Schauspielerin (Mutter: NN)

  - Joachim Bernhard (* 1961), Schauspieler ⚭ Anja Jaenicke (* 1963), Schauspielerin und Autorin (Tochter von Aras Ören und Käte Jaenicke)

#### Familie Thomalla
- Alfred Thomalla (1934–2018), Szenenbildner und Filmarchitekt ⚭ Erika Thomalla (* 1941), Fotomodel
  - Simone Thomalla (* 1955), Schauspielerin und Sängerin ⚭ 1991–1995 André Vetters (* 1960), Theaterschauspieler
    - Sophia Thomalla (* 1989), Schauspielerin, Moderatorin und Model ⚭ 2016–2017 Andy LaPlegua (* 1975), Musiker

#### Familie Unzelmann
- Karl Wilhelm Ferdinand Unzelmann (1753–1832), Schauspieler ⚭ Friederike Bethmann-Unzelmann (1760–1815), Schauspielerin
  - Minna Unzelmann (* 1786?), Schauspielerin ⚭ Friedrich Josef Korntheuer (1779–1829), Impresario
  - Friederike Unzelmann (* um 1790)
    - ⚭ geschiedener Herbst, Schauspieler
    - ⚭ Wilhelm Raeder (1779–1829), Impresario

  - August Unzelmann (1795–1833), Schauspieler ⚭ Wilhelmine Unzelmann-Werner (1802–1871), Schauspielerin
    - Bertha Unzelmann (1822–1858), Schauspielerin ⚭ Josef Wagner (1818–1870), Schauspieler

  - Karl Wolfgang Unzelmann (1786–1843), Schauspieler
    - ⚭ geschiedene Frederike Silie (1788–1855)
      - Karoline Unzelmann-Hehl (1809–1830), Schauspielerin ⚭ Karl Gottlieb Hehl (?–1853), Impresario

  - Friedrich Unzelmann (1797–1854), Xylograph

#### Familie Verhoeven
- Paul Verhoeven (1901–1975), Schauspieler
  - ⚭ Doris Kiesow (1902–1973), Schauspielerin
    - Lis Verhoeven (1931–2019), Schauspielerin ⚭ 1963–1964 Mario Adorf (* 1930), Schauspieler
      - Stella Maria Adorf (* 1963), Schauspielerin

    - Michael Verhoeven (1938–2024), Regisseur ⚭ Senta Berger (* 1941), Schauspielerin
      - Simon Verhoeven (* 1972), Schauspieler
      - Luca Verhoeven (* 1979), Schauspieler

  - liiert mit Edith Schultze-Westrum (1904–1981), Schauspielerin
    - gemeinsamer Sohn: Thomas Schultze-Westrum (1937–2022), Tierfilmer

#### Familie Wackernagel
- Martin Wackernagel (1881–1962), Schweizer Kunsthistoriker ⚭ Ilse von Stach (1879–1941), Schriftstellerin
  - Peter Wackernagel (1913–1958), Regisseur ⚭ Erika Wackernagel (1925–1995), Schauspielerin
    - Sabine Wackernagel (* 1947), Schauspielerin ⚭ Valentin Jeker (* 1934), Schauspieler und Theaterregisseur
      - Katharina Wackernagel (* 1978), Schauspielerin und Regisseurin
      - Jonas Grosch (* 1981), Regisseur – Halbbruder von Katharina Wackernagel, Sohn von Erich Grosch

    - Christof Wackernagel (* 1951), Schauspieler

#### Familie Zorn / von Jascheroff
- Hasso Zorn (1931–2016), Schauspieler und Synchronsprecher ⚭ Jessy Rameik (1934–2018), Schauspielerin und Sängerin
  - Juana-Maria von Jascheroff (* 1961) Schauspielerin und Synchronsprecherin ⚭ Mario von Jascheroff (* 1959) Schauspieler und Regisseur
    - Felix von Jascheroff (* 1982), Schauspieler ⚭ 2007 Franziska Dilger (* 1976) ⚭ 2017 Bianca Boos (Architektin)
    - Constantin von Jascheroff (* 1986), Schauspieler und Synchronsprecher

### Österreich

#### Familie Adamberger
- Karl J. Jacquet (1726–nach 1793), Schauspieler
  - Anna Marie Nanny Adamberger (1752–1804), Schauspielerin ⚭ Josef Valentin Adamberger (1740–1804), deutscher Opernsänger
    - Antonie Adamberger (1790–1867), Schauspielerin, Verlobte Theodor Körners

  - Katharina Jacquet (1760–1786), Theaterschauspielerin

#### Familie Albach-Retty / Schneider
- Rudolf Retty (1845–1913), Schauspieler und Regisseur
  - Rosa Albach-Retty (1874–1980), Schauspielerin ⚭ Karl Albach, K.u.K.-Offizier
    - Wolf Albach-Retty (1906–1967), Schauspieler
      - ⚭ 1937–1945 Magda Schneider (1909–1996), Schauspielerin
        - Romy Schneider (1938–1982), Schauspielerin
          - liiert 1959–1964 Alain Delon (1935–2024), Schauspieler
          - ⚭ 1966–1975 Harry Meyen (1924–1979)
            - David Christopher Haubenstock (1966–1981)

          - ⚭ 1975–1981 Daniel Biasini (* 1949)
            - Sarah Biasini (* 1977)

      - ⚭ Trude Marlen (1912–2005), Schauspielerin

#### Familie Bleibtreu
- Sigmund Bleibtreu (1819–1894), Theaterschauspieler und Offizier ⚭ Amalie Bleibtreu (1835–1917), Theaterschauspielerin
  - Hedwig Bleibtreu (1868–1958), Schauspielerin
  - ⚭ Alexander Roempler (1860–1909), Schauspieler
  - ⚭ Max Paulsen (1876–1956), Schauspieler und Direktor des Burgtheaters
  - Maximiliane Bleibtreu (1870–1923), Schauspielerin
    - Renato Attilio Bleibtreu (1893–1964), Schriftsteller, Theaterautor und -direktor
      - Renate Bleibtreu (* 1942), Schauspielerin und Übersetzerin
      - Monica Bleibtreu (1944–2009), Schauspielerin
        - liiert mit Hans Brenner (1938–1998)
          - Moritz Bleibtreu (* 1971), deutscher Schauspieler

        - ⚭ 1980er Jahre Hans Peter Korff (1942–2025), deutscher Schauspieler

#### Familie Bloéb / Moretti
- Tobias Moretti (* 1959 als Tobias Bloéb), Schauspieler ⚭ Julia Moretti (* 1970), Oboistin
  - Antonia Moretti (* 1998), Schauspielerin
  - Lenz Moretti (* 2000), Schauspieler
- Gregor Bloéb (* 1968), Schauspieler – ehemalige Lebensgefährtin Ute Heidorn (* 1962), Schauspielerin; ⚭ Nina Proll (* 1974), Schauspielerin
  - Josephine Bloéb (* 1992), Schauspielerin

#### Familie von Borsody
- Julius von Borsody (1892–1960), Filmarchitekt
- Eduard von Borsody (1898–1970), Regisseur ⚭ Maria von Borsody, Geigerin
  - Hans von Borsody (1929–2013), Schauspieler
    - ⚭ 1955–1962 Rosemarie Fendel (1927–2013), Schauspielerin ⚭ Johannes Schaaf, Regisseur
      - Suzanne von Borsody (* 1957), Schauspielerin

    - ⚭ Alwy Becker (* 1937), Schauspielerin
      - Cosima von Borsody (* 1966), Schauspielerin

    - ⚭ Heide Keller (1939–2021), Schauspielerin

#### Familie Breuer
- Hans Breuer (1868/1870–1929), Opernsänger und Schauspieler
  - Siegfried Breuer (1906–1954),
    - ⚭ Maria Andergast (1912–1995), Schauspielerin
      - Siegfried Breuer junior (1930–2004), Schauspieler
        - Jacques Breuer (1956–2024), Schauspieler
          - ⚭ (geschieden) Sissy Höfferer (* 1955), Schauspielerin

        - Pascal Breuer (* 1966)

    - ⚭ Eva-Maria Meineke (1923–2018), Schauspielerin
    - ⚭ Lia Condrus (1919–1997), Schauspielerin
      - Wolfgang Condrus (* 1941)

#### Familie Danegger
- Josef Danegger Sr. (1865–1933), Schauspieler und Regisseur
  - ⚭ Bertha Müller, Schauspielerin
    - Josef Danegger Jr. (1889–1948), Schauspieler
    - Theodor Danegger (1891–1959), Opernsänger und Schauspieler
    - Mathilde Danegger (1903–1988), Schauspielerin
      - ⚭ Walter Lesch (1898–1958), Regisseur
        - Karin Lesch (1935–2025), Schauspielerin

#### Familie von Friedl
- Fritz von Friedl (1901–1971), Kameramann
  - Fritz von Friedl (1941–2024), Schauspieler
    - Christoph von Friedl (* 1976), Schauspieler ⚭ 2010 Eva-Maria Grein (* 1980), Schauspielerin und Musicaldarstellerin

  - Loni von Friedl (* 1943), Schauspielerin ⚭ 1966–1976 Götz George (1938–2016), Schauspieler; ⚭ 1995 Jürgen Schmidt (1938–2004), Schauspieler (⚭ Rosemarie Schubert, Schauspielerin)
    - Tanja Nicole George (* 1967), Regisseurin
    - Katharina Schubert (* 1963, Stieftochter), Schauspielerin ⚭ 2007 Lars Gärtner (* 1974), Schauspieler

#### Familie Friese
- Carl Adolf Friese (1831–1900), Theaterschauspieler
  - ⚭ Marie Müller (1840–nach 1902), Theaterschauspielerin, (1. Ehe)
    - Carl Friese (1857–1912), Theaterschauspieler und -regisseur

  - ⚭ Josefine Skuhra (1847–1913), Theaterschauspielerin (2. Ehe), Schwester von Heinrich Skuhra, Gesangskomiker, (1841–nach 1910), Tante von Ferdinand Skuhra, Operettensänger, (* unbekannt; † nach 1933)
    - Isidora Emilie Friese (1867 oder 1868–1944), österreichische Schauspielerin, siehe Josefine Dora
    - Karl Friese (1869–nach 1902), Theaterschauspieler ⚭ Lina Griebl (1868–nach 1902), Theaterschauspielerin
    - Bruno Friese (1873–nach 1902), Theaterschauspieler
    - Alexander Friese (1876–nach 1902), Theaterschauspieler
    - Bela Friese (1878–nach 1902), Theaterschauspielerin ⚭ Pecr (?), Theaterschauspieler
    - Mizzi Friese (1880–nach 1902), Theaterschauspielerin
    - Ernst Robert Friese-Skuhra (1886–1949), Theaterschauspieler, Filmverleiher, Drehbuchschreiber, Regisseur und Schriftsteller

#### Familie Fritsch
- Regina Fritsch (* 1964), Schauspielerin ⚭ (geschieden) Ulrich Reinthaller (* 1964), Schauspieler
  - Alina Fritsch (* 1990), Schauspielerin

#### Familie Grinzinger/Pekny
- Eva Petrus-Pekny, auch Eva Grinzinger (1924–2020), Schauspielerin und Schriftstellerin ⚭ Romuald Pekny (1920–2007), Schauspieler
- Hubert Mann, auch Hubert Grinzinger (1920–2014) Schauspieler ⚭ Liselotte Schmidt (1924–2020), Sängerin und Schauspielerin
  - Franziska Grinzinger, Schauspielerin
    - Katharina Straßer (* 1984), Schauspielerin ⚭ (geschieden) Thomas Stipsits (* 1983), Kabarettist und Schauspieler
- Thomas Pekny (* vor 1953), Buehnenbildner

#### Familie Hackl
- Karlheinz Hackl (1949–2014), Schauspieler
  - ⚭ (geschieden) Brigitta Furgler (* 1952) Schauspielerin
    - Franziska Hackl (* 1983), Schauspielerin

  - ⚭ Maria Köstlinger (* 1972), Schauspielerin, liiert mit Juergen Maurer (* 1967) (Tochter Mara Romei (* 2002) mit Sonja Romei (* 1973))

#### Familie Happel/Nocker
- Hanns Nocker (1926–1992), Opernsänger; Edith Elmay (1932–2020), Schauspielerin
  - Dirk Nocker (* 1966), Schauspieler ⚭ Maria Happel (* 1962), Schauspielerin
    - Paula Nocker (* 1997), Schauspielerin

#### Familie Hasenhut
- Joseph Hasenhut (1736–1795) Theaterschauspieler ⚭ Juliane Hasenhut (um 1760[A 1]–1779), Schauspielerin
  - Philipp Karl Hasenhut (1763–1829), Tänzer, Theaterschauspieler und Pantomime
    - Leopoldine Johanna Hasenhut (1806–unbekannt), Tänzerin
    - Pauline Martina Hasenhut (1809–1844), Tänzerin
    - Leonhard Hasenhut (1811-unbekannt), Choreograf
    - August Hasenhut (1815–1865), Choreograf

  - Anton Hasenhut (1766–1841) Schauspieler und Komiker
    - Amalie Juliane Hasenhut (1819–1885), Tänzerin
    - Ferdinand Hasenhut (um 1822–unbekannt), Tänzer

#### Familie Hörbiger / Tramitz / Obonya
- Paul Hörbiger (1894–1981), Schauspieler ⚭ 1921–1939 Josepha „Pipa“ Gettke, Schauspielerin
  - Christl Hörbiger (* 1922), Schauspielerin
  - Monica Hörbiger (* 1930) ⚭ Rudolf Tramitz, Filmproduzent
    - Manuela Sedlmeir (geb. Tramitz), Lehrerin
      - Paul Sedlmeir (* 1981), Schauspieler und Synchronsprecher
      - Pirmin Sedlmeir (* 1987), Schauspieler und Autor
      - Maresa Sedlmeir (* 1995), Synchronsprecherin

    - Christian Tramitz (* 1955), Schauspieler
      - Tamo Tramitz (* 2005), Schauspieler

    - Nicolas Geremus (* 1959), Musiker

  - Thomas Hörbiger (1931–2011), Schauspieler und Textdichter
    - Mavie Hörbiger (* 1979), Schauspielerin ⚭ (geschieden) Michael Maertens (* 1963), Schauspieler
    - Hans Hörbiger (* 1988), Bühnenbildner
- Attila Hörbiger (1896–1987), Schauspieler ⚭ 1935 Paula Wessely (1907–2000), Schauspielerin
  - Elisabeth Orth (1936–2025), Kammerschauspielerin ⚭ Hanns Obonya (1922–1978), Schauspieler
    - Cornelius Obonya (* 1969), Schauspieler ⚭ Carolin Pienkos (* 1970), Regisseurin

  - Christiane Hörbiger (1938–2022) ⚭ 1962–1967 Wolfgang Glück (1929–2023), Regisseur; ⚭ 1968 Rolf R. Bigler (1930–1978), Journalist; liiert mit Gerhard Tötschinger (1946–2016), Schriftsteller, Schauspieler
    - Sascha Bigler (* 1968), Regisseur

  - Maresa Hörbiger (* 1945) ⚭ 1976–1983 Dieter Witting (1943–2023), Schauspieler
    - Manuel Witting (* 1977), Schauspieler

#### Familie Löwinger
Betreiber der „Theatergesellschaft Löwinger“ (1892 – ca. 1925), des „Bauerntheater Löwinger“ (ab ca. 1925) sowie der Löwinger-Bühne
- Paul Löwinger (1844–1913), österreichischer Volksschauspieler und Theaterleiter
- Anna Löwinger (1845–1912), österreichische Volksschauspielerin und Theaterleiterin
  - Ferdinand Löwinger (1867–1923), österreichischer Volksschauspieler und Theaterleiter
  - Josef Löwinger (1872–1921), österreichischer Volksschauspieler und Theaterleiter
  - ⚭ mit Cäcilie „Cilli“ Weber (1877–1949), österreichische Volksschauspielerin und Theaterleiterin
    - Josef Heinz (1899–1935), österreichischer Volksschauspieler und Theaterleiter
    - Paul Löwinger (1904–1988), österreichischer Volksschauspieler und Theaterleiter
    - ⚭ mit Liesl Meinhard (1921–1980), österreichische Volksschauspielerin
      - Guggi Löwinger (1939–2018), Tänzerin und Sängerin ⚭ Peter Minich (1927–2013), Opern-, Operetten- und Musicalsänger
      - Sissy Löwinger (1940–2011) ⚭ (geschieden) Peter Rapp (1944–2025)
      - Paul Löwinger junior (1949–2009), Schauspieler und Schriftsteller

    - Gretl Löwinger (1919–1973)

  - Sepp Löwinger (1900–1990; bürgerlich Josef Grabmaier schloss sich 1922 der Schauspieltruppe an und nahm später den Künstlernamen Sepp Löwinger an)

#### Familie Manker
- Gustav Manker (1913–1988), Regisseur, Bühnenbildner und Direktor des Wiener Volkstheaters ⚭ Hilde Sochor (1924–2017), Schauspielerin
  - Katharina Scholz-Manker (* 1956), Schauspielerin
  - Paulus Manker (* 1958), Schauspieler, Regisseur, Filmemacher

#### Familie Marischka
- Johann Marischka, k. u. k. Hoflieferant
  - Hubert Marischka (1882–1959), Schauspieler ⚭ Trude Havel, Schauspielerin
    - Georg Marischka (1922–1999), Schauspieler und Regisseur ⚭ Ingeborg Schöner (* 1935), Schauspielerin
      - Nicole Marischka (* 1968), Schauspielerin

    - Franz Marischka (1918–2009), Regisseur und Schauspieler ⚭ Alexandra Marischka (* 1945), Showassistentin, Schauspielerin und Fotografin

  - Ernst Marischka (1893–1963), Drehbuchautor und Regisseur

#### Familie Morzé
- Petra Morzé (* 1964), Schauspielerin und Stefan Matousch (1948–2018), Schauspieler
  - Simon Morzé (* 1996), Schauspieler

#### Familie Paryla
- Karl Paryla (1905–1996), Schauspieler und Regisseur ⚭ Hortense Raky (1918–2006), Schauspielerin
  - Nikolaus Paryla (* 1939), Schauspieler ⚯ Mona Seefried, Schauspielerin (getrennt) ⚭ Undine Brixner, Schauspielerin
    - David Paryla (* 1980), Schauspieler
    - Laura Schneiderhan (* 1989), Schauspielerin und Sängerin

  - Stephan Paryla-Raky (* 1948), Schauspieler
- Emil Stöhr (1907–1997), Schauspieler ⚭ Selly Paryla
  - Katja Paryla (1940–2013), Schauspielerin
    - ⚭ (geschieden) Kaspar Eichel (* 1942), Schauspieler
    - liiert mit Alexander Lang (1941–2024), Regisseur
      - Alexej Paryla (* 1969), Grafiker und Bühnenbildner

#### Familie Pichler
- August Pichler (1771–1856), Theaterschauspieler und -direktor
  - Franz Pichler (1804–1873), Theaterschauspieler
  - Henriette Pichler (1819–nach 1855), Theaterschauspielerin
  - August Pichler (1817–1888), Theaterschauspieler
  - Anton Pichler (1812–1886), Theaterschauspieler

#### Familie Reimers / Mayen
- Georg Reimers (1860–1936), Schauspieler
  - Emmerich Reimers (1886–1970), Schauspieler ⚭ Maria Mayen (1892–1978), Kammerschauspielerin
    - Elisabeth Urbancic (1925–2021), Bühnen- und Kostümbildnerin (aus erster Ehe von Maria Mayen) ⚭ Johannes Waltz (1922–1964), Bühnenbildner
      - Christoph Waltz (* 1956), Schauspieler
      - Martin Waltz, (* 1964) Regisseur

#### Familie Rudle / Weinzettl / Jaritz
- Gerold Rudle (* 1963), Schauspieler und Kabarettist ⚭ Monica Weinzettl (* 1967), Schauspielerin und Kabarettistin
  - Nikola Jaritz-Rudle (* 1992), Schauspielerin, Tochter von Gerold Rudle aus geschiedener Ehe ⚭ Simon Jaritz-Rudle (* 1975), Schauspieler

#### Familie Schell
- Margarethe Noé von Nordberg (1905–1995) ⚭ Hermann Ferdinand Schell (1900–1972)
  - Maria Schell (1926–2005)
    - ⚭ Horst Hächler (* 1926), Schauspieler und Filmproduzent
      - Oliver Schell (* 1962) ⚭ Andrea Glanz-Schell, Schauspielerin und Regisseurin

    - ⚭ Veit Relin (1926–2013), Schauspieler
      - Marie-Theres Relin (* 1966) ⚭ Franz Xaver Kroetz, Schriftsteller und Schauspieler

  - Carl Schell (1927–2019), ein uneheliches Kind sowie
    - ⚭ Candida Robert, drei Kinder
      - René Schell, Schauspieler

    - ⚭ Stella Mooney (* 1947), zwei Kinder

  - Maximilian Schell (1930–2014)
    - ⚭ Natalja Andreitschenko (* 1956), Schauspielerin
      - Nastassja Schell (* 1989)

    - ⚭ Iva Mihanovic (* 1978), Operettensängerin
      - Viktoria Katharina Luise (* 2016), Vater Kari Noe (* 1969) Großcousin von Maximilian Schell, Liaison beendet.

  - Immy Schell (1935–1992) a.k.a. Edith Nordberg ⚭ Walter Kohut (1927–1980), Schauspieler

#### Familie Schuchter
- Gilbert Schuchter (1919–1989)
  - Georg Schuchter (1952–2001)
  - Gabriele Schuchter (* 1956)
  - (unbekannt)
    - Rafael Schuchter (* 1975)

#### Familie Seeböck
- Herwig Seeböck (1939–2011), Schauspieler, Regisseur und Kabarettist ⚭ Erika Mottl (* 1942), Schauspielerin
  - Ida Seeböck (* 1971), Schauspielerin
  - Jakob Seeböck (* 1976), Schauspieler

#### Familie Simonischek
- Reinhard Simonischek, Schauspieler und Regisseur
- Peter Simonischek (1946–2023), Schauspieler ⚭ (geschieden) Charlotte Schwab (* 1952) Schauspielerin, ⚭ Brigitte Karner (* 1957), Schauspielerin
  - Maximilian Simonischek (* 1982) Schauspieler (Sohn von Charlotte Schwab)
  - Kaspar Simonischek (* 1997), Schauspieler (Sohn von Brigitte Karner)

#### Familie Slezak
- Leo Slezak (1873–1946)
  - Margarete ’Gretl’ Slezak (1909–1953), Operettensängerin und Filmschauspielerin
  - Walter Slezak (1902–1983)
    - Erika Slezak (* 1946) Fernsehschauspielerin (USA)
      - Amanda Davies Tochter von Erika Slezak; Fernsehschauspielerin (USA)

#### Familie Stemberger / Schwertsik / Altenburger
- Christa Schwertsik (* 1941), Schauspielerin, Sängerin, Regisseurin ⚭ vor 1965 Heinrich Stemberger (geschieden); ⚭ 1972 Kurt Schwertsik (* 1935), Komponist
  - Julia Stemberger (* 1965), Schauspielerin ⚭ Christian Altenburger (* 1957), Violinist
    - Fanny Altenburger (* 2000), Schauspielerin

  - Katharina Stemberger (* 1968), Schauspielerin

#### Familie Strahl
- Erwin Strahl (1929–2011), Schauspieler ⚭ Waltraut Haas (1927–2025), Schauspielerin
  - Marcus Strahl (* 1968), Schauspieler, Regisseur und Intendant

#### Familie Thimig
- Hugo Thimig (1854–1944), Schauspieler und Regisseur
- ⚭ Fanny Thimig, Schauspielerin
  - Helene Thimig (1889–1974), Schauspielerin
    - ⚭ Paul Kalbeck (1884–1949), Regisseur
    - ⚭ Max Reinhardt (1873–1943), Regisseur und Theaterdirektor
    - ⚭ Anton Edthofer (1883–1971), Schauspieler

  - Hermann Thimig (1890–1982), Schauspieler
    - ⚭ Hanna Thimig, geb. Wisser (1894–1989), Schauspielerin (1. Ehe)
      - Christine Pilchowski (1923–2015), Schauspielerin ⚭ Robert Pilchowski (1909–1990), Schriftsteller
        - Andreas Pilchowski (* 1954), Schauspieler ⚭ Gabriele Pilchowski (* 1965)
          - Anna Pilchowski (* 1990)

    - ⚭ Vilma Degischer (1911–1992), Schauspielerin (2. Ehe)
      - Hedwig Thimig (* 1939)
      - Johanna Thimig (1943–2014), Schauspielerin[2]

  - Hans Thimig (1900–1991), Schauspieler ⚭ Christl Mardayn (1896–1971), Schauspielerin
    - Henriette Thimig, (* 1947) Schauspielerin[3]

#### Familie von Thun
- Friedrich von Thun (* 1942), Schauspieler ⚭ Gabriele „Yella“ von Thun (1941–2023), Designerin
  - Gioia von Thun (* 1974), Filmproduzentin
  - Max von Thun (* 1977), Schauspieler

#### Familie Vogel
- Rudolf Vogel (1900–1967), Schauspieler und Hörspielsprecher
  - Peter Vogel (1937–1978), Schauspieler ⚭ Gertraud Jesserer (1943–2021), Schauspielerin
    - Nikolas Vogel (1967–1991), Schauspieler und Fotograf

### Schweiz

#### Familie Kohlund
- Ekkehard Kohlund (1887–1974), Schauspieler und Theatermaler ⚭ Anna Helene Theiss
  - Erwin Kohlund (1915–1992), Schauspieler und Regisseur ⚭ Margrit Winter (1917–2001), Schauspielerin
    - Franziska Kohlund (1947–2014), Schauspielerin
    - Christian Kohlund (* 1950), Schauspieler
      - ⚭ (geschieden) Christine Buchegger (1942–2014), Schauspielerin
      - ⚭ Elke Best, Sängerin

## Übriges Europa

### Frankreich

#### Familie Béjart
- Joseph Béjart (?–1643)
  - Madeleine Béjart (1618–1672)
    - Armande Béjart (1642–1700) (möglicherweise aber auch Schwester)

  - Joseph Béjart (1616–1659)
  - Louis Béjart (1630–1678)
  - Geneviève Béjart (1624–1675)

#### Familie Belmondo
- Jean-Paul Belmondo (1933–2021), Schauspieler
  - Paul Belmondo (* 1963), Schauspieler
    - Victor Belmondo (* 1993), Schauspieler

#### Familie Delon
- Alain Delon (1935–2024), Schauspieler und Filmproduzent
  - liiert 1959–1964 mit Romy Schneider (1938–1982), Schauspielerin
  - ⚭ 1964–1968 Nathalie Delon (1941–2021), Schauspielerin und Regisseurin
    - Anthony Delon (* 1964), Schauspieler

  - liiert 1987–2002 Rosalie van Breemen (* 1966), Model, Moderatorin und Journalistin
    - Anouchka Delon (* 1990), Schauspielerin

#### Familie Depardieu
- Gérard Depardieu (* 1948), Schauspieler
  - ⚭ 1970–1996 Élisabeth Guignot, Schauspielerin
    - Guillaume Depardieu (1971–2008), Schauspieler
    - Julie Depardieu (* 1973), Schauspielerin

  - ⚭ 1998–2005 Carole Bouquet (* 1957), Schauspielerin
  - liiert mit Karine Silla, Schauspielerin

#### Familie Dorleac / Deneuve
- Maurice Dorléac, Schauspieler ⚭ Renée Deneuve, Schauspielerin
  - Françoise Dorléac (1942–1967), Schauspielerin
  - Catherine Deneuve (* 1943), Schauspielerin ⚭ 1965–1972 David Bailey (* 1938), Modefotograf
    - Christian Vadim (* 1963), Schauspieler, sein Vater ist Roger Vadim (1928–2000), Schauspieler
    - Chiara Mastroianni (* 1972), Schauspielerin, ihr Vater ist Marcello Mastroianni (1924–1996), Schauspieler
      - eine 2003 geborene Tochter, ihr Vater ist Benjamin Biolay (* 1973), Sänger

#### Familie Dugazon
- Pierre-Antoine Gourgaud alias Dugazon père (1706–1774), Schauspieler und Direktor des La Monnaie ⚭ Marie-Catherine Dumay
  - Françoise-Rose Gourgaud (1746–1804), Schauspielerin ⚭ Angiolo Vestris (1730–1809), Balletttänzer
  - Jean-Henri Gourgaud alias Dugazon (1743–1809), Schauspieler ⚭ Louise-Rosalie Lefebvre alias Madame Dugazon (1755–1821), Schauspielerin und Opernsängerin
    - Gustave Dugazon (1781–1826), Komponist

#### Familie Gainsbourg
- Joseph Ginsburg, Klavierspieler ⚭ Oletchka Ginsburg
  - Serge Gainsbourg (1928–1991), Chansonnier und Schauspieler
    - ⚭ Jane Birkin (1946–2023), Schauspielerin
      - Charlotte Gainsbourg (* 1971), Schauspielerin und Sängerin; liiert mit Yvan Attal (* 1965), Schauspieler und Regisseur

#### Familie Hallyday
- Johnny Hallyday (1943–2017), Sänger und Schauspieler
  - ⚭ 1965–1980 Sylvie Vartan (* 1944), Sängerin und Schauspielerin
    - David Hallyday (* 1966), Musiker, Schauspieler und Rennfahrer

  - ⚭ 1981–1982 Babeth Étienne, Model
  - liiert 1982–1986 Nathalie Baye (* 1948), Schauspielerin
    - Laura Smet (* 1983), Schauspielerin

  - ⚭ 1990–1992 Adeline Blondieau
  - ⚭ seit 1996 Laeticia Hallyday (* 1975)

### Großbritannien

#### Familie Birkin
- David Birkin ⚭ Judy Campbell, Schauspielerin
  - Andrew Birkin (* 1945), Drehbuchautor und Regisseur
  - Jane Birkin (1946–2023), Schauspielerin
    - ⚭ 1965–1968 John Barry (1933–2011), Komponist
      - Kate Barry (1967–2013), Fotografin

    - ⚭ Serge Gainsbourg (1928–1991), Sänger und Schauspieler
      - Charlotte Gainsbourg (* 1971), Schauspielerin und Sängerin
        - liiert Yvan Attal, Regisseur

    - liiert Jacques Doillon (* 1944), Regisseur
      - Lou Doillon (* 1982), Schauspielerin

#### Familie Chaplin
- Hannah Chaplin (1865–1928), Sängerin und Tänzerin
  - unbekannt
    - Sydney Chaplin (1885–1965), Schauspieler

  - ⚭ (geschieden) Charles S. Chaplin, Künstler
    - Charles Chaplin (1889–1977), Schauspieler
      - ⚭ 1918–1920 Mildred Harris (1901–1944), Schauspielerin
      - ⚭ 1924–1927 Lita Grey (1908–1995), Schauspielerin
        - Charles Chaplin junior (1925–1968), Schauspieler
        - Sydney Chaplin (1926–2009), Schauspieler
          - liiert mit Kay Kendall, Schauspielerin
          - ⚭ (ab 1998) Margaret Beebe

      - ⚭ 1936–1942 Paulette Goddard (1910–1990), Schauspielerin
      - ⚭ ab 1943 Oona O’Neill (1925–1991), Schauspielerin, Tochter von Eugene O’Neill
        - Geraldine Chaplin (* 1944), Schauspielerin
          - liiert mit Carlos Saura (1932–2023), Filmregisseur
            - Shane Saura Chaplin (* 1974), Regisseur

          - liiert mit Patricio Castilla, Kameramann
            - Oona Castilla Chaplin (* 1986), Schauspielerin und Tänzerin

        - Michael Chaplin (* 1946), Schauspieler
          - Carmen Chaplin, Schauspielerin
          - Dolores Chaplin (* 1979), Schauspielerin

        - Josephine Chaplin (1949–2023), Schauspielerin ⚭ Maurice Ronet (1927–1983), Schauspieler und Regisseur
          - Julien (* 1980)

        - Victoria Chaplin (* 1951), Schauspielerin ⚭ Jean-Baptiste Thiérrée, Artist und Schauspieler
          - Aurélia Thiérrée (* 1972), Artistin
          - James Thiérrée (* 1974), Artist

        - Eugene Chaplin (* 1953), Dokumentarfilmer
          - Kiera Chaplin (* 1982), Fotomodel und Schauspielerin

        - Jane Chaplin (* 1957), Schauspielerin
        - Annette Chaplin (* 1959), Designerin
        - Christopher Chaplin (* 1962), Schauspieler

  - liiert mit Leo Dryden (1863–1939), Sänger und Schauspieler
    - Wheeler Dryden (1892–1957), Schauspieler und Regisseur

#### Familie Fiennes
- Mark Fiennes (1933–2004), Fotograf ⚭ Jennifer Lash (1938–1993), Künstlerin und Schriftstellerin
  - Ralph Fiennes (* 1962), Schauspieler und Regisseur
  - Martha Fiennes (* 1964), Regisseurin, Autorin und Produzentin ⚭ George Tiffin, Kameramann, Werbefilmer, Drehbuchautor und Produzent
    - Hero Fiennes Tiffin (* 1997), Schauspieler

  - Magnus Fiennes (* 1965), Komponist, Songschreiber, Arrangeur und Musikproduzent
  - Sophie Fiennes (* 1967), Dokumentarfilmerin und Produzentin
  - Joseph Fiennes (* 1970), Schauspieler

#### Familie Fox
- Robin Fox, Theateragent
  - ⚭ Angela Worthington, Schauspielerin
    - Edward Fox (* 1937), Schauspieler
      - ⚭ 1958–1961 Tracy Reed (* 1942), Schauspielerin
      - ⚭ seit 2004 Joanna David (* 1947), Schauspielerin
        - Emilia Fox (* 1974), Schauspielerin
          - ⚭ 2005–2009 Jared Harris (* 1961), Schauspieler

        - Freddie Fox (* 1989), Schauspieler

    - James Fox (* 1939), Schauspieler
      - ⚭ seit 1973 Mary Elizabeth Piper
        - Laurence Fox (* 1978), Schauspieler
          - ⚭ 2007–2016 Billie Piper (* 1982), Schauspielerin

    - Robert Fox (Produzent) (* 1952), Filmproduzent
      - ⚭ 1990–1992 Natasha Richardson, Schauspielerin

#### Familie Harris
- Richard Harris (1930–2002), Schauspieler und Sänger
  - Damian Harris (* 1958), Regisseur und Drehbuchautor
  - Jared Harris (* 1961), Schauspieler
  - Jamie Harris (* 1963), Schauspieler

#### Familie Hickox
- Douglas Hickox (1929–1988), Regisseur ⚭ Anne V. Coates (1925–2018), Filmeditorin
  - Anthony Hickox (1959–2023), Regisseur
  - Emma E. Hickox (* 1964), Filmeditorin
  - James D.R. Hickox (* 1965), Regisseur

#### Familie Howard
- Leslie Howard (1893–1943), Schauspieler
- Arthur John Howard ⚭ Jean Compton Mackenzie
  - Alan Howard (1937–2015), Schauspieler ⚭ Sally Beauman, Autorin und Journalistin

#### Familie Law / Thompson
- William Law ⚭ Megsie Law
  - Phyllida Law (* 1932), Schauspielerin ⚭ Eric Thompson (1929–1982), Schauspieler und Regisseur
    - Emma Thompson (* 1959), Schauspielerin
      - ⚭ 1989–1995 Kenneth Branagh (* 1960), Schauspieler
      - ⚭ seit 2003 Greg Wise (* 1966), Schauspieler

    - Sophie Thompson (* 1962), Schauspielerin ⚭ Richard Lumsden, Schauspieler

#### Familie Power
- Tyrone Power I. (1798–1841), Komiker
  - Harold Power, Konzertpianist
    - Tyrone Power II. (1869–1931), Schauspieler
      - Tyrone Power III. (1914–1958), Schauspieler
        - ⚭ 1939–1948 Annabella (1907–1996), Schauspielerin
        - ⚭ 1949–1956 Linda Christian (1923–2011), Schauspielerin
          - Romina Power (* 1951), Sängerin und Schauspielerin
            - ⚭ 1970–1999 Albano Carrisi (* 1943), Sänger

          - Taryn Power (1953–2020), Schauspielerin

        - ⚭ ab 1958 Deborah Ann Montgomery Minardos (1931–2006)
          - Tyrone Power Jr. (* 1959), Schauspieler
            - ⚭ 1995–2003 DeLane Matthews (* 1961), Schauspielerin

#### Familie Redgrave
- Roy Redgrave (1873–1922) ⚭ Margaret Scudamore (1881–1958)[4]
  - Sir Michael Redgrave (1908–1985) ⚭ Rachel Kempson (1910–2003)
    - Vanessa Redgrave (* 1937) ⚭ Tony Richardson (1928–1991)
      - Natasha Richardson (1963–2009) ⚭ Liam Neeson (* 1952)
        - Micheál Richardson (* 1995)

      - Joely Richardson (* 1965) ⚭ Tim Bevan (* 1958)
        - Daisy Bevan (* 1992)

    - ⚭ Franco Nero (* 1941)
      - Carlo Gabriel Nero (* 1969)

    - Corin Redgrave (1939–2010)
      - ⚭ Deirdre Hamilton-Hill
        - Jemma Redgrave, Schauspielerin (* 1965)
        - Luke Redgrave, Kameramann (* 1967)

      - ⚭ Kika Markham, Schauspielerin, Tochter von David Markham (1913–1983), Schauspieler
        - Harvey Redgrave (* 1979)
        - Arden Redgrave (* 1983)

    - Lynn Redgrave (1943–2010)

#### Familie Smith / Stephens
- Maggie Smith (1934–2024), Schauspielerin
  - ⚭ 1967–1974 Robert Stephens (1931–1995), Schauspieler
    - Christopher Stephens (* 1967), Schauspieler
    - Toby Stephens (* 1969), Schauspieler ⚭ Anna-Louise Plowman (* 1972), Schauspielerin

  - ⚭ ab 1975 Beverley Cross (1931–1998), Librettist und Drehbuchautor

### Irland

#### Familie Cusack
- Cyril Cusack (1910–1993), Schauspieler
  - Sinéad Cusack (* 1948) ⚭ Jeremy Irons, Schauspieler
    - Samuel Irons (* 1978), Schauspieler und Fotograf
    - Max Irons (* 1985), Schauspieler

  - Sorcha Cusack (* 1949), Schauspielerin
  - Niamh Cusack (* 1959), Schauspielerin ⚭ Finbar Lynch, Schauspieler
    - Calam Lynch (* 1994), Schauspieler

  - Catherine Cusack (* 1968), Schauspielerin

#### Familie Gleeson
- Brendan Gleeson (* 1955), Schauspieler ⚭ Mary Gleeson
  - Brian Gleeson, Schauspieler (* 1987)
  - Domhnall Gleeson, Schauspieler (* 1983)
  - Fergus Gleeson, Schauspieler
  - Rory Gleeson, Schauspieler

### Italien

#### Familie Almirante
- Nunzio Almirante, Theaterschauspieler
  - Giacomo Almirante (1875–1944), Schauspieler
  - Ernesto Almirante (1877–1964), Schauspieler
  - Luigi Almirante (1886–1963), Schauspieler
  - Mario Almirante (1890–1964), Regisseur und Schauspieler
- Michele Almirante, Theaterschauspieler ⚭ Urania Dell’Este, Schauspielerin
  - Italia Almirante Manzini (1890–1941), italienische Schauspielerin

#### Familie Izzo
- Renato Izzo (1929–2009), italienischer Schauspieler
  - Rossella Izzo (* 1953), italienische Schauspielerin
  - Simona Izzo (* 1953), italienische Schauspielerin

#### Familie Loren / Ponti
- Riccardo Scicolone
  - liiert mit Romilda Villani
    - Sophia Loren (* 1934), Schauspielerin ⚭ Carlo Ponti (1912–2007), Filmproduzent
      - Carlo Ponti junior (* 1968), Dirigent ⚭ Andrea Meszaros, Violinistin
      - Edoardo Ponti (* 1973), Regisseur und Drehbuchautor ⚭ Sasha Alexander (* 1973), Schauspielerin

    - Anna Maria Scicolone ⚭ Romano Mussolini (1927–2006), Jazzpianist
      - Alessandra Mussolini (* 1962), Schauspielerin und Politikerin

### Polen

#### Familie Damięcki
- Dobiesław Damięcki (1899–1951)
  - ⚭ Irena Górska-Damięcka (1910–2008)
    - Damian Damięcki (* 1941)
      - ⚭1 Barbara Borys-Damięcka (* 1937), Regisseurin und Politikerin
        - Grzegorz Damięcki (* 1967)

      - ⚭2 Grażyna Brodzińska (* 1951), Opernsängerin

    - Maciej Damięcki (* 1944)
      - ⚭1 Anita Dymszówna, Tochter von Adolf Dymsza (1900–1975)
      - ⚭2 Joanna Damięcka
        - Mateusz Damięcki (* 1981)
        - Matylda Damięcka (* 1985)

#### Familie Kamiński
- Albert Isaak Kamiński (1867–1918) ⚭ Esther Rachel Kamińska (1870–1925)
  - Regina Kamińska
  - Ida Kamińska (1899–1980)
    - ⚭ Sigmund Turkow
      - Ruth Kamińska (1920–2005)

    - ⚭ Marian Melman (1900–1978)
      - Viktor Melman
        - Dina Halpern (1909–1989, Nichte von Esther Rachel Kamińska)

#### Familie Kondrat
- Józef Kondrat (1902–1974)
- Tadeusz Kondrat (1908–1994)
  - Marek Kondrat (* 1950)
    - ⚭ Antonina Turnau (* 1988, Tochter des Liedermachers Grzegorz Turnau)

#### Familie Lubaszenko
- Edward Linde-Lubaszenko (* 1939)
  - ⚭1 Asja Łamtiugina (* 1940)
    - Olaf Lubaszenko (* 1968) ⚭ Katarzyna Groniec (* 1972)

  - ⚭2 Beata Paluch (* 1961)
    - Beata Chyczewska (* 1985)

#### Familie Rubinstein
- Emil Młynarski (1870–1935), Dirigent
  - Aniela Młynarska ⚭ Arthur Rubinstein (1887–1982), Pianist
    - John Rubinstein (* 1946), Schauspieler und Komponist
      - ⚭ 1971–1989 Judi West, Schauspielerin
        - Michael Rubinstein (* 1973), Schauspieler

      - ⚭ 1992–2002 Jane Lanier, Schauspielerin

#### Familie Stuhr
- Jerzy Stuhr (1947–2024)
  - Maciej Stuhr (* 1975)

### Russland

#### Familie Tabakow
- Oleg Pawlowitsch Tabakow (1935–2018), Schauspieler, Regisseur und Schauspiellehrer
- ⚭ (1960–1994) Ljudmila Iwanowna Krylowa (* 1938), Schauspielerin
  - Anton Olegowitsch Tabakow (* 1960), Schauspieler
  - Alexandra Olegowna Tabakowa (* 1966), Schauspielerin ⚭ Jan Josef Liefers (* 1964), deutscher Schauspieler und Regisseur
    - Polina Liefers (* 1988), arbeitet in Moskau am Theater
- ⚭ (1994–2018) Marija Wjatscheslawowna Sudina (* 1965), Schauspielerin
  - Pawel Olegowitsch Tabakow (* 1995), Schauspieler

#### Familie Tschechow
- Olga Leonardowna Knipper (1868–1959), Schauspielerin ⚭ Anton Pawlowitsch Tschechow (1860–1904), Schriftsteller
- Konstantin Leonardowitsch Knipper, Ingenieur und Eisenbahnminister
  - Lew Konstantinowitsch Knipper (1898–1974), Komponist
  - Olga Tschechowa (1897–1980 in München), Schauspielerin
  - ⚭ Michael Tschechow (1891–1955), Schauspieler
    - Ada Tschechowa (1916–1966), Schauspielerin
    - ⚭ Conny Rux (1925–1995), Boxer
    - ⚭ Franz Weihmayr (1903–1969), Kameramann
    - ⚭ Dr. Wilhelm Rust, Arzt
      - Vera Tschechowa (1940–2024), Schauspielerin
      - ⚭ Vadim Glowna (1941–2012), Schauspieler
      - liiert mit Hartmut Reck (1932–2001), Filmschauspieler
      - ⚭ Peter Paschek, Produzent

    - Marina Ried (1921–1989), Schauspielerin
    - ⚭ (1943–1953) Rudolf Platte (1904–1984)

### Schweden

#### Familie Ingmar Bergman
- Ingmar Bergman (1918–2007), Drehbuchautor und Regisseur
  - ⚭ 1943–1945 liiert mit Else Fisher
    - Lena Bergman (* 1943), Schauspielerin

  - ⚭ 1945–1950 Ellen Lundström
    - Eva Bergman (* 1945), Theaterregisseurin ⚭ Henning Mankell (1948–2015), Theaterregisseur und Schriftsteller
    - Mats Bergman (* 1948), Schauspieler

  - ⚭ 1959–1965 Käbi Laretei (1922–2014), Konzertpianistin
    - Daniel Bergman (* 1962), Regisseur

  - 1965–1970 liiert mit Liv Ullmann (* 1938), Schauspielerin
    - Linn Ullmann (* 1966), Schriftstellerin und Journalistin

#### Familie Ingrid Bergman
- Justus Samuel Bergman (?–1927), Fotograf ⚭ Friedel Adler Bergman (?–1918)
  - Ingrid Bergman (1915–1982)
    - ⚭ 1950–1957 Roberto Rossellini (1906–1977), Regisseur
      - Isabella Rossellini (* 1952), Schauspielerin
        - ⚭ 1979–1983 Martin Scorsese (* 1942), Regisseur
        - Jonathan Wiedemann (?), Model
          - Elettra Rossellini Wiedemann (* 1983), Model

        - liiert mit David Lynch (1946–2025), Regisseur
        - liiert mit Gary Oldman (* 1958), Schauspieler und Regisseur

#### Familie Ekman
- Gösta Ekman (1890–1938), Schauspieler
  - Hasse Ekman (1915–2004), Schauspieler und Regisseur
    - Gösta Ekman junior (1939–2017), Schauspieler und Regisseur ⚭ Marie-Louise Ekman, Theaterintendantin
    - Stefan Ekman (* 1944), Schauspieler
    - Mikael Ekman (* 1943), Regisseur

#### Familie Skarsgård
- Stellan Skarsgård (* 1951), Schauspieler
  - ⚭ 1975–2007 My Sonja Marie Agnes (* 1956), Schauspielerin
    - Alexander Skarsgård (* 1976), Schauspieler
    - Gustaf Skarsgård (* 1980), Schauspieler
    - Sam Skarsgård (* 1982)
    - Bill Skarsgård (* 1990), Schauspieler
    - Valter Skarsgård (* 1995), Schauspieler

  - ⚭ ab 2009 Megan Everett (* 1976), Drehbuchautorin und Produzentin
    - Ossian Skarsgård (* 2009)

### Spanien

#### Familie Muñoz Sampedro / Bardem
- Guadalupe Muñoz Sampedro (1896–1975), Schauspielerin ⚭ Manuel Soto, Schauspieler
  - Luchy Soto (1919–1970), Schauspielerin ⚭ Luis Peña (1918–1977), Schauspieler
    - Lucía Peña Soto (* 1963), Schauspielerin
- Matilde Muñoz Sampedro (1900–1969), Schauspielerin ⚭ Rafael Bardem (1889–1972), Schauspieler
  - Juan Antonio Bardem (1922–2002), Filmregisseur und Drehbuchautor
    - Miguel Bardem (* 1964), Regisseur

  - Pilar Bardem (1939–2021), Schauspielerin
    - Carlos Bardem (* 1963), Schauspieler und Schriftsteller
    - Mónica Bardem (* 1964), Schauspielerin
    - Javier Bardem (* 1969), Schauspieler ⚭ Penélope Cruz (* 1974), Schauspielerin
- Mercedes Muñoz Sampedro, Schauspielerin

### Tschechien

#### Familie Brousek
- Otakar Brousek senior (1924–2014), Schauspieler ⚭ Luka Rubanovičová, Tänzerin
  - Jaroslava Brousková (* 1950), Schauspielerin ⚭ 1973–2021 Ladislav Potměšil (1945–2021), Schauspieler
  - Otakar Brousek junior (* 1957), Schauspieler ⚭ Zuzana Mixová (* 1954), Schauspielerin
    - Ondřej Brousek (* 1981), Schauspieler und Komponist ⚭ Anna Remková, Schauspielerin

#### Familie Brzobohatý
- Radoslav Brzobohatý (1932–2012), Schauspieler und Dramatiker
- ⚭ (geschieden) Jarmila Kovářová (* 1933), Schauspielerin
- ⚭ (geschieden) Jiřína Bohdálová (* 1931), Schauspielerin
- ⚭ Hana Gregorová (* 1952), Schauspielerin
  - Ondřej Brzobohatý (* 1983), Schauspieler

#### Familie Hrušínský
- Rudolf Hrušínský der Älteste (1897–1956), Schauspieler und Theaterregisseur
  - Rudolf Hrušínský senior (1920–1994), Schauspieler und Politiker
    - Rudolf Hrušínský junior (* 1946), Schauspieler
      - Rudolf Hrušínský der jüngste (* 1970), Schauspieler

    - Jan Hrušínský (* 1955), Schauspieler und Theaterintendant ⚭ Miluše Šplechtová  (* 1957), Schauspielerin
      - Kristýna Hrušínská (* 1985), Schauspielerin ⚭ Matěj Balcar (* 1991), Regisseur und Dramatiker

#### Familie Vydra
- Václav Vydra (1876–1953), Schauspieler
  - Václav Vydra (1902–1979), Schauspieler ⚭ Dana Medřická (1920–1983), Schauspielerin
    - Václav Vydra (* 1956), Schauspieler ⚭ Jana Boušková (* 1954), Schauspielerin

## Nordamerika

### Kanada

#### Familie Sutherland
- Donald Sutherland (1935–2024), Schauspieler
- ⚭ (geschieden) Shirley Douglas (1934–2020), Schauspielerin
  - Kiefer Sutherland (* 1966), Schauspieler
    - ⚭ (geschieden) Camelia Kath (* 1953), Schauspielerin

  - Rachel Sutherland (* 1966)
- ⚭ (geschieden) Francine Racette (* 1947), Schauspielerin
  - Roeg Sutherland (* 1974)
  - Rossif Sutherland (* 1978), Schauspieler
  - Angus Redford Sutherland (* 1982), Schauspieler

### USA

#### Familie Adler
- Jacob P. Adler (1855–1926), Theaterschauspieler ⚭ Sara Adler (1858–1953), Theaterschauspielerin
  - Jay Adler (1896–1978), Schauspieler
  - Stella Adler (1901–1992), Schauspielerin und Schauspiellehrerin
    - ⚭ (geschieden) Horace Oliashev, Geschäftsmann
      - Ellen Adler (* 1930), Schauspielerin

    - ⚭ (1943–1960) Harold Clurman (1901–1980), Regisseur
    - ⚭ Mitchell A. Wilson (1913–1973), Schriftsteller

  - Luther Adler (1903–1984), Schauspieler
    - ⚭ (1938–1942) Sylvia Sidney (1910–1999), Schauspielerin

  - Julia Adler, Schauspielerin
  - Frances Adler, Schauspielerin
  - Florence Adler, Schauspielerin

#### Familie Albertson / Englund
- Jack Albertson (1907–1981), Schauspieler
- Mabel Albertson, Schauspielerin
  - George Englund (1926–2017), Regisseur und Produzent
    - ⚭ (1953–1979) Cloris Leachman (1926–2021), Schauspielerin
      - Adam Englund (* 1954), Schauspieler und Anwalt
      - Bryan Englund (1956–1986), Schauspieler
      - George Englund jr. (* 1957), Schauspieler und Manager
        - ⚭ (geschieden) Sharon Stone (* 1958), Schauspielerin

      - Morgan Englund (* 1964), Schauspieler
      - Dinah Englund (* 1967), Sängerin

#### Familie Arnaz / Ball
- Lucille Ball (1911–1989), Schauspielerin und Komikerin
  - ⚭ 1940–1960 Desi Arnaz (1917–1986), Musiker und Schauspieler
    - Lucie Arnaz (* 1951), Schauspielerin
      - ⚭ 1971–1977 Phil Vandervort (* 1942), Schauspieler
      - ⚭ seit 1981 Laurence Luckinbill (* 1934), Schauspieler

    - Desi Arnaz junior (* 1953), Schauspieler
      - ⚭ 1980–1981 Linda Purl (* 1955), Schauspielerin

  - ⚭ ab 1961 Gary Morton (1924–1999), Produzent und Schauspieler
- Fred Ball (1915–2007), Schauspieler

#### Familie Arquette
- Cliff Arquette, Schauspieler
  - Lewis Arquette, Schauspieler
    - Rosanna Arquette (* 1959), Schauspielerin ⚭ John Sidel
    - Patricia Arquette (* 1968), Schauspielerin
      - ⚭ 1995–2001 Nicolas Cage, Schauspieler
      - ⚭ seit 2006 Thomas Jane, Schauspieler

    - Alexis Arquette (1969–2016), Schauspielerin
    - David Arquette (* 1971), Schauspieler
      - ⚭ 1999–2012 Courteney Cox (* 1964), Schauspielerin

    - Richmond Arquette, Schauspieler

#### Familie Baldwin
- Alexander Rae Baldwin, Jr. (1925–1983) ⚭ Carolyn Newcomb Martineau (* 1930)
  - Alec Baldwin (* 1958)
    - ⚭ 1993–2002 Kim Basinger
      - Ireland Baldwin (* 1995), Model

  - Daniel Baldwin (* 1960)
    - ⚭ (geschieden) Cheryl Baldwin
    - ⚭ bis 1996 Elizabeth Baldwin
    - liiert mit Isabella Hofmann

  - William Baldwin (* 1963)
    - ⚭ Chynna Phillips

  - Stephen Baldwin (* 1966) ⚭ Kennya Baldwin, Tochter von Eumir Deodato, Musiker
    - Hailey Baldwin (* 1996), Model ⚭ Justin Bieber (* 1994), kanadischer Sänger

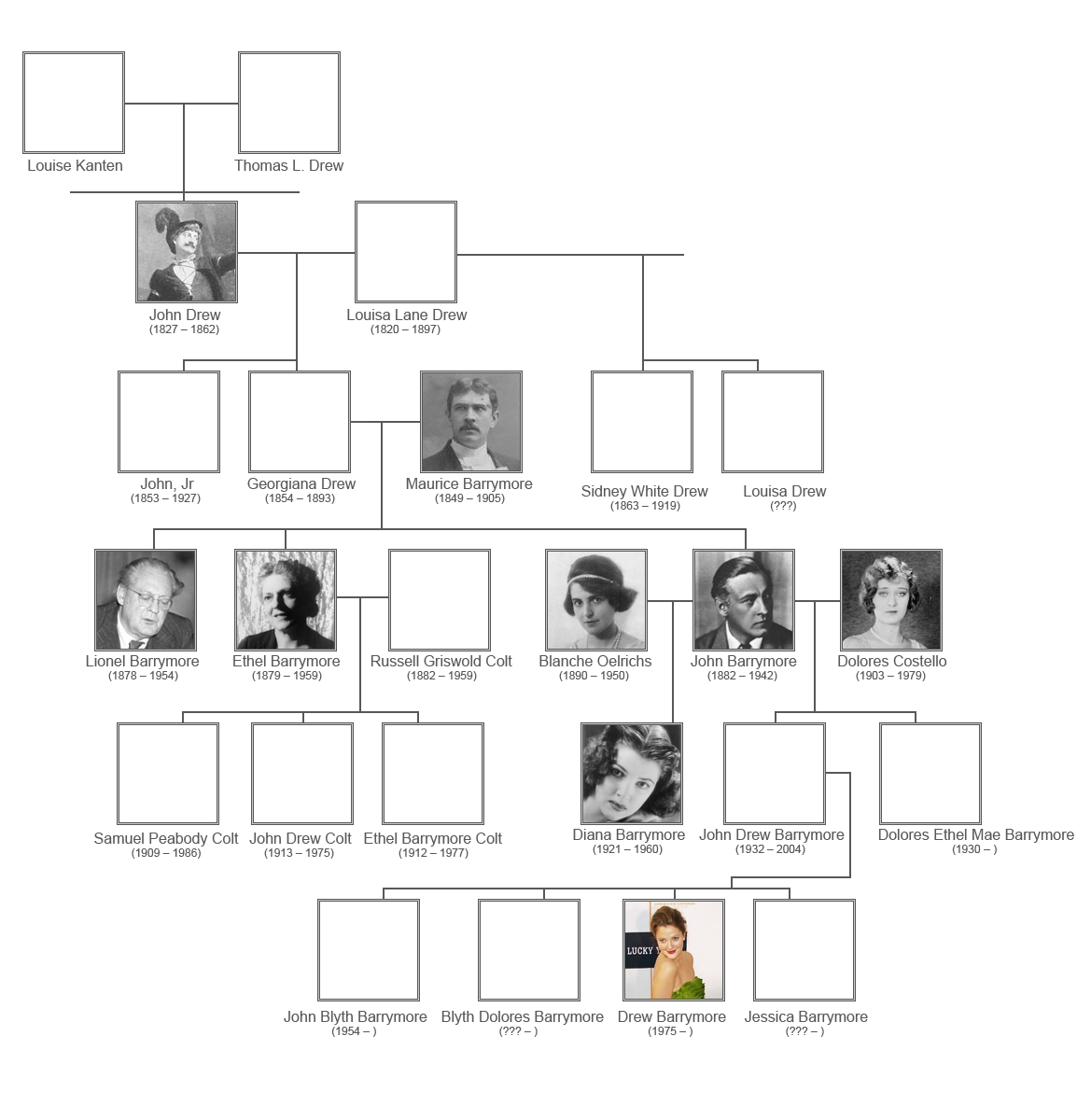
Stammbaum der Familie Barrymore

#### Familie Barrymore
- Maurice Barrymore (1849–1905), ⚭ Georgiana Drew (1854–1893), Schauspielerin (Tochter von Schauspieler John Drew)
  - Lionel Barrymore (1878–1954), Schauspieler
    - ⚭ Doris Rankin (1886–1946), Schauspielerin (Schwägerin von Harry Davenport)
    - ⚭ Irene Fenwick (1887–1936), Schauspielerin

  - Ethel Barrymore (1879–1959), Schauspielerin
    - Samuel Colt (1909–1986)
    - John Drew Colt (1913–1975)

  - John Barrymore (1882–1942), Schauspieler
    - ⚭ Dolores Costello (1903–1979) (Tochter des Schauspielers Maurice Costello (1877–1950))
      - Dolores Ethel Mae Barrymore
      - John Drew Barrymore (1932–2004)
        - ⚭ 1952–1959 Cara Williams
          - John Blyth Barrymore

        - ⚭ Gaby Palozzolo
        - ⚭ Jaid Barrymore (* 1946), Schauspielerin
          - Drew Barrymore (* 1975), Schauspielerin
            - ⚭ 2001–2002 Tom Green, Schauspieler

    - ⚭ Blanche Oelrichs (1890–1950), Dichterin und Drehbuchautorin
      - Diana Barrymore (1921–1960), Schauspielerin
        - ⚭ John Howard, Tennisprofi

#### Familie Belushi
- Adam Belushi ⚭ Agnes Belushi
  - John Belushi (1949–1982), Schauspieler und Sänger ⚭ Judy Jacklin, Drehbuchautorin
  - James Belushi (* 1954), Schauspieler und Musiker
    - ⚭ 1980–? Sandra Davenport
      - Robert Belushi, Schauspieler

    - ⚭ 1990–1992 Marjorie Bransfield
    - ⚭ seit 1998 Jennifer Sloan
      - Jamison Belushi, Schauspielerin

#### Familie Bennett
- Morris W. Morris alias Lewis Morrison (1845–1906), Schauspieler
  - Adrienne Morris, Schauspielerin ⚭ Richard Bennett (1870–1944), Schauspieler
    - Constance Bennett (1904–1965), Schauspielerin
      - ⚭ (1941–1946) Gilbert Roland, Schauspieler
        - Lorinda Roland (* 1938), Bildhauerin
        - Christina Gyl Consuelo Roland (* 1941), Schauspielerin

    - Barbara Bennett (1906–1958), Schauspielerin
    - Joan Bennett (1910–1990), Schauspielerin

#### Familie Bridges
- Lloyd Bridges (1913–1998), ⚭ Dorothy Dean Bridges
  - Beau Bridges (* 1941)
    - Casey Bridges (* 1969)
    - Jordan Bridges (* 1973)
    - Dylan Bridges (* 1984)
    - Emily Bridges (* 1986)

  - Jeff Bridges (* 1949)

#### Familie Brolin
- James Brolin (* 1940), Schauspieler
  - 1966–1984 verheiratet mit Jane Cameron Agee (1939–1995)
    - Josh Brolin (* 1968), Schauspieler
      - 1988–1994 verheiratet mit Alice Adair, Schauspielerin
        - Trevor Mansur Brolin (* 1988)
        - Eden Brolin (* 1994)

      - 2004–2013 verheiratet mit Diane Lane (* 1965), Schauspielerin
      - seit 2016 verheiratet mit Kathryn Boyd

    - Jess Brolin (* 1972)

  - 1986–1995 verheiratet mit Jan Smithers (* 1949), Schauspielerin
    - Molly Elizabeth Brolin (* 1987)

  - seit 1998 verheiratet mit Barbra Streisand (* 1942), Schauspielerin und Sängerin

#### Familie Carradine
- John Carradine (1906–1988). Schauspieler
  - ⚭ (geschieden) Abigail Carradine
    - David Carradine (1936–2009), Schauspieler
      - liiert mit Barbara Hershey (* 1948), Schauspielerin

  - ⚭ (geschieden) Sonia Sorel
    - Bruce Carradine (adoptiert), Schauspieler
      - Kansas Carradine (* 1978), Schauspielerin

    - Keith Carradine (* 1949), Schauspieler
      - liiert mit Shelley Plimpton, Schauspielerin
        - Martha Plimpton (* 1970), Schauspielerin

    - Robert Carradine (* 1954), Schauspieler
      - liiert mit Susan Snyder
        - Ever Carradine (* 1974), Schauspielerin

#### Familie Cassidy
- Jack Cassidy (1927–1976), Schauspieler und Sänger
  - ⚭ 1948–1956 Evelyn Ward (1923–2012), Schauspielerin
    - David Cassidy (1950–2017), Schauspieler, Sänger und Musiker
      - ⚭ 1977–1983 Kay Lenz, Schauspielerin
      - liiert mit Sherry Williams, Model
        - Katie Cassidy Rodgers (* 1986), Schauspielerin und Sängerin

      - ⚭ 1991–2014 Sue Shifrin
        - Beau Cassidy (* 1991), Schauspieler und Sänger

  - ⚭ 1956–1974 Shirley Jones (* 1934), Schauspielerin und Sängerin
    - Shaun Cassidy (* 1958), Schauspieler
      - ⚭ 1979–1993 Ann Pennington (* 1950), Model
        - Caitlin Ann Cassidy (* 1981), Maskenbildnerin
        - John Cassidy (* 1985), Produzent

      - ⚭ 1995–2003 Susan Diol (* 1962), Schauspielerin
      - ⚭ 2004 Tracey Lynne Turner, Produzentin

    - Patrick Cassidy (* 1962), Schauspieler, ⚭ 1994 Melissa Hurley, Tänzerin
    - Ryan Cassidy (* 1966), Art Department

#### Familie Clooney / Ferrer
- Rosemary Clooney (1928–2002), Sängerin und Schauspielerin
  - ⚭ 1953–1969 José Ferrer (1912–1992), Schauspieler und Regisseur
    - Miguel Ferrer (1955–2017), Schauspieler
    - Gabriel Ferrer ⚭ Debby Boone (* 1956), Sängerin und Schauspielerin

  - ⚭ 1997–2002 Dante DiPaolo (1926–2013), Tänzer und Schauspieler
- Betty Clooney, Sängerin
- Nicholas Joseph Clooney, Moderator ⚭ Nina Bruce Warren
  - George Clooney (* 1961), Schauspieler
    - ⚭ 1989–1993 Talia Balsam (* 1959), Schauspielerin

#### Familie Coppola
- Anton Coppola (1917–2020), Musiker und (Film-)Komponist
- ⚭ Almerinda Coppola (geb. Drago), Balletttänzerin und Lehrerin
  - Lucia Coppola ⚭ Paul Golub, Theaterschauspieler
- Carmine Coppola (1910–1991), Musiker und (Film-)Komponist
- ⚭ Italia Coppola (1912–2004), italienische Schauspielerin
  - Francis Ford Coppola (* 1939)
    - Gian-Carlo Coppola (1963–1986)
      - Gia Coppola (* 1987), Filmregisseurin und Drehbuchautorin

    - Roman Coppola (* 1965)
    - Sofia Coppola (* 1971)
      - ⚭ Spike Jonze (Scheidung 2003)
      - hat zusammen mit dem Musiker Thomas Mars eine 2006 geborene Tochter

  - Talia Shire (* 1946)
  - ⚭ Jack Schwartzman (1932–1994)
    - Jason Schwartzman (* 1980)
    - Robert Schwartzman (* 1982)
    - John Schwartzman (* 1960; aus früher Ehe von Jack Schwartzman)
    - Stephanie Schwartzman (* 1965; aus früher Ehe von Jack Schwartzman)

  - August (Floyd) Coppola, Literaturprofessor
  - ⚭ Joy Vogelsand, Ballett-Tänzerin
    - Marc Coppola (* 1958)
    - Christopher Coppola (* 1962)
    - Nicolas Coppola: alias Nicolas Cage (* 1964),
      - ⚭ Patricia Arquette (* 1968), Tochter von Lewis Arquette
      - ⚭ Lisa Marie Presley (1968–2023)
      - ⚭ Alice Kim

#### Familie Crosby
- Bing Crosby (1903–1977), Schauspieler und Sänger
  - ⚭ erste Ehefrau
    - Dennis Crosby
      - Denise Crosby (* 1957), Schauspielerin ⚭ 1983–1990 Geoffrey Edwards (* 1959), Regisseur

    - Gary Crosby (1933–1995), Schauspieler

  - ⚭ Kathryn Grant (1933–2024), Schauspielerin
    - Mary Crosby (* 1959), Schauspielerin
- Bob Crosby (1913–1993), Bandleader

#### Familie Curtis
- Tony Curtis (1925–2010)
  - ⚭ (geschieden) Janet Leigh (1927–2004)
    - Kelly Curtis (* 1956)
    - Jamie Lee Curtis (* 1958)
      - ⚭ Christopher Guest (Baron Haden-Guest of Saling) (* 1948)

  - ⚭ (geschieden) Christine Kaufmann (1945–2017)
    - Allegra Curtis (* 1966)

#### Familie Cusack
- Richard (Dick) Cusack (1925–2003)
  - Ann Cusack (* 1961), Schauspielerin
  - Joan Cusack (* 1962), Schauspielerin
    - ⚭ seit 1993 Richard Burke

  - Bill Cusack (* 1964), Schauspieler
  - John Cusack (* 1966), Schauspieler
  - Susie Cusack (* 1971), Schauspielerin

#### Familie Daly
- Percifer C. Daly, Bankier und Laienschauspieler
  - James Daly (1918–1978), Schauspieler ⚭ Hope Newell, Theaterschauspielerin
    - Tyne Daly (* 1946), Schauspielerin
      - 1966–1990 Georg Stanford Brown (* 1943), Schauspieler
        - Kathryne Dora Brown (* 1971), Schauspielerin

    - Timothy Daly (* 1956), Schauspieler ⚭ Amy Van Nostrand (* 1953), Schauspielerin
    - Glynn Daly ⚭ Mark Snow (1946–2025), Komponist

#### Familie Davenport
- Edward Loomis Davenport sen.; ⚭ Fanny Elizabeth Vining Davenport
  - Fanny Davenport (1850–1898)
  - May Marian Caroline Davenport Seymour (1856–1927)
    - May Davenport Seymour Eckert (1883–1967)
      - Anne Seymour (1909–1988)

  - Edgar Loomis Davenport jun. (1862–1918)
  - Harry Davenport, ⚭ (1866–1949) ⚭ Phyllis Rankin (1874–1934, Schwägerin von Lionel Barrymore)
    - Dorothy Davenport (1895–1977), ⚭ Wallace Reid
      - Wallace Reid Jr. (1917–1990)

    - Arthur Rankin (1895–1947), Adoptivsohn von Harry
      - Arthur Rankin Jr. (1924–2014)

    - Kate Davenport
      - Dirk Wayne Summers (* 1931), gebürtig Dirk Drew Davenport Summers

#### Familie DeLuise
- Dom DeLuise (1933–2009), Schauspieler und Regisseur ⚭ Carol Arthur, Schauspielerin
  - Peter DeLuise (* 1966), Schauspieler und Produzent ⚭ Anne Marie Loder (* 1969), Schauspielerin
  - Michael DeLuise (* 1969), Schauspieler und Regisseur
  - David DeLuise (* 1971), Schauspieler ⚭ (1994–2003) Brigitte DeLuise
    - Riley DeLuise (* 1993), Schauspielerin

#### Familie Depp / Paradis
- Johnny Depp, Schauspieler ⚭ Vanessa Paradis, Schauspielerin und Model
  - Lily-Rose Depp, Schauspielerin und Model

#### Familie Douglas
- Kirk Douglas (1916–2020)
- ⚭ (geschieden) Diana Dill (1923–2015)
  - Michael Douglas (* 1944)
  - ⚭ (geschieden) Diandra Luker
    - Cameron Douglas (* 1978)

  - ⚭ Catherine Zeta-Jones (* 1969)
  - Joel Douglas (* 1947)
- ⚭ Anne Buydens (1919–2021)
  - Peter Douglas (* 1955)
  - Eric Douglas (1958–2004)

#### Familie Edwards
- Blake Edwards (1922–2010), Regisseur und Drehbuchautor
  - ⚭ 1953–1967 Patricia Walker, Schauspielerin
    - Jennifer Edwards (* 1957), Schauspielerin
    - Geoffrey Edwards (* 1959), Schauspieler, Regisseur und Drehbuchautor
      - ⚭ 1983–1990 Denise Crosby (* 1957), Schauspielerin

  - ⚭ seit 1969 Julie Andrews (* 1935), Schauspielerin
    - Emma Walton (* 1962), Schauspielerin; ihr Vater ist der Bühnendesigner Tony Walton

#### Familie Farrow
- John Farrow (1904–1963), Regisseur, Drehbuchautor ⚭ Maureen O’Sullivan (1911–1998), Schauspielerin
  - Mia Farrow (* 1945), Schauspielerin
    - ⚭ 1966–1968 Frank Sinatra
    - ⚭ 1970–1979 André Previn
    - war liiert mit Woody Allen

  - John Charles Farrow (* 1946)
  - Prudence Farrow (* 1948)
  - Stephanie Farrow (* 1949)
  - Tisa Farrow (1951–2024)

#### Familie Flynn
- Errol Flynn (1909–1959), Schauspieler
- ⚭ 1935–1942 Lili Damita (1904–1994), Schauspielerin
  - Sean Flynn (1941–1970), Schauspieler und Kriegsfotograf
- ⚭ 1943–1949 Nora Eddington (1924–2001), Schauspielerin
  - Rory Flynn (* 1947), Schauspielerin und Fotografin ⚭ Gideon C. Amir, Produzent
    - Sean Flynn (* 1989), Schauspieler
- ⚭ 1950–1959 Patrice Wymore (1926–2014), Schauspielerin
  - Arnella Roma Flynn (1953–1998), Mannequin
    - Luke Flynn (* 1976), Model

#### Familie Fonda
- Henry Fonda (1905–1982), Schauspieler
  - ⚭ 1931–1932 Margaret Sullavan (1909–1960)
  - ⚭ Frances Seymour Brokaw Fonda
    - Jane Fonda (* 1937), Schauspielerin
      - ⚭ Roger Vadim (1928–2000), Schauspieler
        - Vanessa Vadim (* 1968)

      - ⚭ 1973–1990 Tom Hayden (1939–2016), Aktivist und Autor
        - Troy Garity (* 1973), Schauspieler

      - ⚭ 1991–2001 Ted Turner (* 1938), Medienunternehmer und Gründer von CNN

    - Peter Fonda (1940–2019), Schauspieler ⚭ Susan Brewer
      - Bridget Fonda (* 1964), Schauspielerin ⚭ Danny Elfman (* 1953), Filmmusikkomponist
      - Justin Fonda (* 1966)

#### Familie Fontaine / de Havilland
- Lillian Fontaine (1886–1975), Schauspielerin
  - Olivia de Havilland (1916–2020), Schauspielerin
  - Joan Fontaine (1917–2013), Schauspielerin
    - ⚭ 1939–1945 Brian Aherne, Schauspieler
    - ⚭ William Dozier, Produzent und Schauspieler
      - Debbie Dozier (* 1948)

#### Familie Garland / Luft / Minnelli
- Judy Garland (1922–1969), Schauspielerin und Sängerin
  - ⚭ 1945–1951 Vincente Minnelli (1903–1986), Regisseur
    - Liza Minnelli (* 1946), Schauspielerin und Sängerin

  - ⚭ 1952–1965 Sidney Luft (1915–2005), Filmproduzent
    - Lorna Luft (* 1952), Schauspielerin und Sängerin
    - Joey Luft (* 1955), Schauspieler

#### Familie Gilbert / Crane
- Harry Crane, Drehbuchautor ⚭ Julia Crane, Tänzerin und Miss Brooklyn
  - Barbara Crane, Schauspielerin und Tänzerin
    - ⚭ bis 1972 Paul Gilbert, eigentlich Ed Paul MacMahon (1918–1975), Schauspieler
      - Melissa Gilbert (* 1964), Schauspielerin und Gewerkschaftsvorsitzende
        - liiert 1981–1987 mit Rob Lowe (* 1964), Schauspieler
        - ⚭ 1988–1992 Bo Brinkman (Cousin von Randy Quaid und Dennis Quaid)
        - ⚭ seit 1995 Bruce Boxleitner (* 1950), Schauspieler (⚭ 1977–1987 Kathryn Holcomb, Schauspielerin)

      - Jonathan Gilbert (* 1967), Schauspieler

    - ⚭ 1972–1982 Harold A. Abeles, Rechtsanwalt
      - Sara Gilbert, eigentlich Sara Rebecca Abeles (* 1975), Schauspielerin
        - liiert seit 2002 mit Allison Adler, Schauspielerin

    - ⚭ bis 2008 Warren Cowan (1921–2008), PR-Berater (zuvor ⚭ Barbara Rush (1927–2024), Schauspielerin), Tochter Claudia Cowan (* 1963), TV-Reporterin

#### Familie Grey
- Michael Katz (1909–1982), Komiker und Musiker
  - Joel Grey (* 1932), Schauspieler
    - ⚭ (1958–1982) Jo Wilder, Sängerin und Schauspielerin
      - Jennifer Grey (* 1960), Schauspielerin ⚭ Clark Gregg (* 1962), Drehbuchautor und Schauspieler

#### Familie Griffith
- Peter Griffith (1933–2001), Schauspieler
- ⚭ 1952–1962 Tippi Hedren (* 1930), Schauspielerin
  - Melanie Griffith (* 1957), Schauspielerin
    - ⚭ 1976 Don Johnson (* 1949), Schauspieler
    - ⚭ 1980–1987 Steven Bauer (* 1956)
    - ⚭ 1989–1996 Don Johnson (* 1949), Schauspieler
      - Dakota Johnson (* 1989)

    - ⚭ 1996–2015 Antonio Banderas (* 1960), Schauspieler

  - Tracy Griffith (* 1965)

#### Familie Gwynne / Pine
- Anne Gwynne (1918–2003), Schauspielerin
  - Gwynne Gilford (* 1946), ehemalige Schauspielerin ⚭ Robert Pine (* 1941), Schauspieler
    - Chris Pine (* 1980), Schauspieler

#### Familie Hanks
- Amos Hanks
  - ⚭ (geschieden) Janet Frager
    - Tom Hanks (* 1956), Schauspieler
      - ⚭ 1978–1987 Samantha Lewes (?–2002), Schauspielerin
        - Colin Hanks (* 1977), Schauspieler
        - Elizabeth Hanks (* 1982), Schauspielerin

      - ⚭ seit 1988 Rita Wilson (* 1956), Schauspielerin

    - Jim Hanks (* 1961), Schauspieler ⚭ Karen Praxel

#### Familie Hawn / Russell
- Goldie Hawn (* 1945)
  - ⚭ 1976–1979 Bill Hudson (* 1947)
    - Oliver Hudson (* 1976), Schauspieler ⚭ Erinn Bartlett (* 1973), Schauspielerin
    - Kate Hudson (* 1979), Schauspielerin ⚭ 2000–2006 Chris Robinson (* 1966), Rockmusiker

  - liiert seit 1983 Kurt Russell (* 1951), Sohn von Bing Russell (1926–2003), Schauspieler
    - Wyatt Russell (* 1986), Schauspieler

#### Familie Hawke
- Ethan Hawke (* 1970), Schauspieler (geschieden) Uma Thurman (* 1970) Schauspielerin (geschieden) Gary Oldman (* 1958), Schauspieler
  - Maya Hawke (* 1998), Schauspielerin

#### Familie Hoffman
- Philip Seymour Hoffman (1967–2014), Schauspieler ⚭ Mimi O’Donnell, Kostümdesignerin
  - Cooper Hoffman (* 2003), Schauspieler

#### Familie Howard
- Rance Howard (1928–2017), Schauspieler ⚭ Jean Speegle Howard, Schauspielerin
  - Ron Howard (* 1954), Regisseur ⚭ Cheryl Howard, Schriftstellerin
    - Bryce Dallas Howard (* 1981), Schauspielerin ⚭ Seth Gabel, Schauspieler

  - Clint Howard (* 1959), Schauspieler

#### Familie Huston
- Walter Huston (1883–1950) ⚭ Ruth Gore
  - John Huston (1906–1987)
    - ⚭ Enrica Soma, Balletttänzerin
      - Tony Huston (* 1950)
      - Anjelica Huston (* 1951)
        - liiert 1973–1989 Jack Nicholson, Schauspieler
        - ⚭ ab 1992 Robert Graham (1938–2008), Bildhauer

      - Danny Huston (* 1962),
        - ⚭ 1989–1992 Virginia Madsen (* 1961)

#### Familie Keach
- Stacy Keach senior (1914–2003)
  - Stacy Keach (* 1941)
  - James Keach (* 1947),
    - ⚭ 1993–2013 Jane Seymour (* 1951), Schauspielerin

#### Familie Kilmer
- Val Kilmer (1959–2025), Schauspieler (geschieden) Joanne Whalley (* 1961), Schauspielerin
  - Jack Kilmer (* 1995), Schauspieler

#### Familie Kohner
- Paul Kohner (1902–1988), Filmproduzent und Schauspielagent ⚭ Lupita Tovar (1910–2016), Schauspielerin
  - Susan Kohner (* 1936), Schauspielerin ⚭ John Weitz
    - Paul Weitz (* 1965), Drehbuchautor, Regisseur und Filmproduzent
    - Chris Weitz (* 1969), Schauspieler, Drehbuchautor, Regisseur und Produzent

#### Familie Ladd
- Alan Ladd (1913–1964)
  - ⚭ Marjorie Jane Harrold
    - Alan Ladd Jr. (1937–2022), Filmproduzent (u. a. The Ladd Company), Schauspieleragent

  - ⚭ Sue Carol (1906–1982), Schauspielerin und Schauspieleragentin
    - aus früherer Ehe Sue Carols: Carol Lee Ladd (auch C.L. Stuart oder C.L. Veitch) (* 1932), Schauspielerin
      - ⚭ Richard Anderson (1926–2017), Schauspieler

    - Alana Ladd Jackson (* 1943), Schauspielerin
      - ⚭ Michael Jackson (* 1934), Hörfunkmoderator

    - David Ladd (* 1947), Schauspieler und Filmproduzent
      - ⚭ Cheryl Ladd (* 1951), Schauspielerin
        - Jordan Ladd (* 1975), Schauspielerin

      - ⚭ Dey Young (* 1955), Schauspielerin

#### Familie Lockhart
- Gene Lockhart (1891–1957) aus Kanada
  - ⚭ Kathleen Lockhart (1894–1978) aus England
    - June Lockhart (* 1925)
      - Anne Lockhart (* 1953)

#### Familie Lowe
- Charles „Chuck“ Lowe, Rechtsanwalt ⚭ Barbara Hepler, Lehrerin
  - Rob Lowe (* 1964), Schauspieler
    - liiert 1981–1987 mit Melissa Gilbert (* 1964), Schauspielerin

  - Chad Lowe (* 1968), Schauspieler
    - ⚭ 1997–2006 Hilary Swank (* 1974), Schauspielerin
    - seit 2007 liiert mit Kim Painter, TV-Produzentin

#### Familie Mitchum
- Robert Mitchum (1917–1997), Schauspieler ⚭ Dorothy Clements Spence, Schauspielerin
  - James Mitchum (* 1941), Schauspieler
    - Price Mitchum, Schauspieler

  - Christopher Mitchum (* 1943), Schauspieler ⚭ Cynthia Caroline Davis, Schauspielerin
    - Bentley Mitchum (* 1967), Schauspieler
      - ⚭ 1997–2003 Noelle Balfour, Schauspielerin
        - Allexanne Mitchum, Model/Schauspielerin

      - ⚭ Jaime Anstead (* 1977), Schauspielerin
        - Carrington Mitchum

    - Carrie Mitchum (* 1965), Schauspielerin
      - ⚭ 1993–1997 Casper Van Dien (* 1968), Schauspieler
        - Cappy Van Dien (* 1993)
        - Grace Van Dien (* 1996), Schauspielerin

    - Jennifer Mitchum
      - liiert mit Steve Cardone, Schauspieler
        - Wyatt Mitchum Cardone (* 2002)

    - Kian Mitchum, Schauspieler/Model

  - Trini Mitchum (* 1954), Schauspielerin
- John Mitchum (1919–2001), Schauspieler
- Julie Mitchum (1914–2003), Schauspielerin

#### Familie Morrow / Turner
- Barbara Turner (1936–2016), Schauspielerin
  - ⚭ 1957–1964 Vic Morrow (1929–1982), Schauspieler
    - Jennifer Jason Leigh (* 1962), Schauspielerin ⚭ Noah Baumbach (* 1969), Filmregisseur
    - Carrie Ann Morrow, Filmproduzentin

  - ⚭ 1968–1985 Reza Badiyi (1930–2011), Regisseur und Produzent
    - Mina Badie (* 1970), Schauspielerin

#### Familie O’Neal
- Charles „Blackie“ O’Neal ⚭ Patricia Callaghan, Schauspielerin
  - Ryan O’Neal (1941–2023), Schauspieler
    - ⚭ 1963–1967 Joanna Moore (1934–1997), Schauspielerin
      - Tatum O’Neal (* 1963), Schauspielerin
        - ⚭ 1986–1992 John McEnroe, Tennisspieler

      - Griffin O’Neal (* 1964)

    - ⚭ 1967–1973 Leigh Taylor-Young (* 1945), Schauspielerin
      - Patrick O’Neal (* 1967), Sportreporter ⚭ Rebecca De Mornay (* 1959), Schauspielerin

    - liiert 1980–1997 Farrah Fawcett (1947–2009)
      - Redmond O’Neal (* 1985)

#### Familie Penn
- Leo Penn (1921–1998), Regisseur
  - ⚭ Olive Deering, Schauspielerin
  - ⚭ ab 1958 Eileen Ryan (1927–2022)
    - Michael Penn (* 1958), Musiker
      - ⚭ Aimee Mann (* 1960), Musikerin

    - Sean Penn (* 1960), Schauspieler
      - ⚭ 1985–1989 Madonna (* 1958), Sängerin und Schauspielerin
      - ⚭ 1996–2010 Robin Wright (* 1966), Schauspielerin
        - Dylan Penn (* 1991), Model und Schauspielerin
        - Hopper Penn (* 1993), Schauspieler

    - Chris Penn (1965–2006), Schauspieler
      - liiert 1993–1999 mit Steffiana De La Cruz, Schauspielerin

#### Familie Pickford
- John Charles Smith ⚭ Elsie Charlotte Printer, Schauspielerin
  - Mary Pickford (1892–1979), Schauspielerin
    - ⚭ 1911–1920 Owen Moore (1886–1939), Schauspieler
    - ⚭ 1920–1936 Douglas Fairbanks senior (1883–1939), Schauspieler
    - ⚭ ab 1937 Charles Rogers

  - Charlotte „Lottie“ Smith (1895–1936), Schauspielerin
  - Jack Pickford (1896–1933), Schauspieler
    - ⚭ 1916–1920 Olive Thomas (1894–1920), Schauspielerin
    - ⚭ 1922–1927 Marilyn Miller (1898–1936), Musicalstar

#### Familie Reagan
- Ronald Reagan (1911–2004), Schauspieler und 40. Präsident der Vereinigten Staaten
  - ⚭ 1940–1948 Jane Wyman (1917–2007), Schauspielerin, Oscarpreisträgerin
    - Maureen Reagan (1941–2001), Schauspielerin
    - Michael Edward Reagan (* 1945, adoptiert), Autor, Radiomoderator

  - ⚭ 1952 Nancy Reagan (1921–2016), Schauspielerin und First Lady von 1981 bis 1989, Tochter von Edith Luckett (1896–1987) Stummfilmschauspielerin
    - Patti Davis (* 1952), Autorin
    - Ronald Prescott Reagan (* 1958), Schauspieler, Moderator und Journalist

#### Familie Roberts
- Betty Lou Bredemus (1934–2015), Leiterin einer Schauspielschule
  - ⚭ bis 1972 Walter Grady Roberts (1933–1977)
    - Eric Roberts (* 1956), Schauspieler ⚭ seit 1992 Eliza Roberts, Schauspielerin
      - Emma Roberts (* 1991), Mutter Kelly

    - Lisa Roberts Gillan (* 1965), Schauspielerin und Produzentin ⚭ Tony Gillan
    - Julia Roberts (* 1967), Schauspielerin
      - ⚭ 1992–1995 Lyle Lovett, Sänger
      - ⚭ seit 2002 Daniel Moder, Kameramann

  - ⚭ 1972–1983 Michael Motes (* 1945), Theaterkritiker

#### Familie Schwarzenegger
- Arnold Schwarzenegger (* 1947), Schauspieler und 38. Gouverneur von Kalifornien ⚭ 1986–2011 Maria Shriver (* 1955), Journalistin und Autorin
  - Katherine Schwarzenegger (* 1989), Autorin und Bloggerin ⚭ Chris Pratt (* 1979), Schauspieler
  - Patrick Schwarzenegger (* 1993), Schauspieler

#### Familie Sheen / Estevez
- Ramon Estevez: alias Martin Sheen (* 1940), Schauspieler ⚭ Janet Sheen, geb. Templeton
  - Emilio Estevez (* 1962), Schauspieler
    - liiert mit Cary Salley, Model
      - Taylor Estevez (* 1984)
      - Paloma Estevez (* 1986)

    - ⚭ 1992–1994 Paula Abdul (* 1962), Sängerin

  - Ramon Estevez (* 1963), Schauspieler
  - Charlie Sheen / Carlos Irwin Estevez (* 1965), Schauspieler
    - ⚭ 1995 Donna Peele, Model
    - ⚭ 2002–2006 Denise Richards, Schauspielerin
    - ⚭ 2008–2011 Brooke Mueller, Immobilienmaklerin
    - liiert mit Bree Olson, Pornodarstellerin

  - Renée Estevez (* 1967), Schauspielerin
- Joe Estevez (* 1946)

#### Familie Shields
- Frank Shields (1909–1975), Tennisspieler und Schauspieler
  - ⚭ 1940–1950 Donna Marina Torlonia di Civitella-Cesi (1916–1960), italienische Prinzessin
    - Francis Alexander Shields (1941–2003) ⚭ Teri Shields (1933–2012), Schauspielerin
      - Brooke Shields (* 1965), Schauspielerin
        - ⚭ 1997–1999 Andre Agassi (* 1970), Tennisspieler
        - ⚭ seit 2001 Chris Henchy, Drehbuchautor

#### Familie Smith
- Will Smith (* 1968), Schauspieler, Filmproduzent und Rapper
- ⚭ 1992–1995 Sheree Zampino (* 1967), Schauspielerin und Produzentin
  - Trey Smith (* 1992), Schauspieler
- ⚭ Jada Pinkett Smith (* 1971), Schauspielerin und Sängerin
  - Jaden Smith (* 1998), Schauspieler und Rapper
  - Willow Smith (* 2000), Schauspielerin und Sängerin

#### Familie Stiller
- Jerry Stiller (1927–2020) ⚭ Anne Meara (1929–2015)
  - Amy Stiller (* 1961)
  - Ben Stiller (* 1965) ⚭ Christine Taylor (* 1971)

#### Familie Streep / Gummer
- Meryl Streep (* 1949), Schauspielerin ⚭ Don Gummer (* 1946), Bildhauer
  - Henry Wolfe Gummer (* 1979), Komponist, Musiker, Sänger und Schauspieler
  - Mamie Gummer (* 1983), Schauspielerin
  - Grace Gummer (* 1986), Schauspielerin
  - Louisa Jacobson (* 1991), Schauspielerin und Model

#### Familie Talmadge
- Norma Talmadge (1894–1957), Schauspielerin
- Natalie Talmadge (1896–1969), Schauspielerin
  - ⚭ 1921–1932 Buster Keaton, Komödienschauspieler und Regisseur
- Constance Talmadge (1898–1973), Schauspielerin

#### Familie Travolta
- Helen Cecilia Travolta (1912–1978), Schauspielerin
  - Ellen Travolta (* 1939), Schauspielerin
  - ⚭ 1964–1977 James Fridley, Fotograf
    - Tom Fridley (* 1965), Schauspieler

  - ⚭ 1983–2017 Jack Bannon (1940–2017), Schauspieler
  - Sam Travolta, Schauspieler
    - Sam Travolta Jr. (1967/8–2020), Drehbuchautor

  - ⚭ 1984 Michele C. Howe
    - Nicole Travolta, Schauspielerin

  - Margaret Travolta, Schauspielerin
  - Ann Travolta (* 1949), Schauspielerin
  - Joey Travolta (* 1950), Schauspieler
  - John Travolta (* 1954), Schauspieler, Sänger und Tänzer ⚭ 1991–2020 Kelly Preston (1962–2020), Schauspielerin

#### Familie Van Dyke
- Dick Van Dyke (* 1925), Schauspieler
  - Christian Van Dyke (* 1950)
  - Barry Van Dyke (* 1951), Schauspieler ⚭ Mary Van Dyke
    - Carey Van Dyke (* 1976), Schauspieler
    - Shane Van Dyke (* 1979), Schauspieler
    - Wes Van Dyke (* 1984), Schauspieler
    - Taryn Van Dyke (* 1986), Schauspielerin

  - Stacy Van Dyke (* 1955), Schauspielerin
  - Carrie Beth Van Dyke (* 1961)
- Leroy Van Dyke (* 1929), Musiker
- Jerry Van Dyke (1931–2018), Schauspieler

#### Familie Van Patten
- Dick Van Patten (* 1928), Schauspieler ⚭ Pat Van Patten, Schauspielerin
  - Nels Van Patten (* 1955), Schauspieler
  - Jimmy Van Patten (* 1956), Schauspieler
  - Vincent Van Patten (* 1957), Schauspieler
- Joyce Van Patten (* 1934), Schauspielerin
- ⚭ 1959–1962 Martin Balsam (1919–1996), Schauspieler
  - Talia Balsam (* 1959), Schauspielerin
  - ⚭ 1989–1993 George Clooney (* 1961), Schauspieler
  - ⚭ ab 1998 John Slattery (* 1962), Schauspieler
- ⚭ geschieden Dennis Dugan (* 1946)
- Timothy Van Patten (* 1959), Schauspieler

#### Familie Voight
- Jon Voight (* 1938), Schauspieler
  - ⚭ 1971–1978 Marcheline Bertrand, Schauspielerin
    - James Haven Voight (* 1973), Schauspieler
    - Angelina Jolie Voight (* 1975), Schauspielerin
      - ⚭ 1996–1999 Jonny Lee Miller, Schauspieler
      - ⚭ 2000–2003 Billy Bob Thornton, Schauspieler
      - ⚭ 2014–2019 Brad Pitt, Schauspieler
- Chip Taylor (* 1940), Musiker

#### Familie Wahlberg
- Mark Wahlberg, Schauspieler
- Donnie Wahlberg, Schauspieler und Sänger
- James Wahlberg ⚭ ?
  - Jeffrey Wahlberg, Schauspieler
- Tracey Wahlberg ⚭ ?
  - Brandon Wahlberg, Schauspieler
- Michelle Wahlberg
- Debbie Wahlberg
- Robert Wahlberg, Schauspieler
- Paul Wahlberg
- Arthur Wahlberg

#### Familie Washington
- Denzel Washington (* 1954), Schauspieler, Regisseur und Filmproduzent ⚭ Pauletta Pearson
  - John David Washington (* 1984), Schauspieler
  - Malcolm Washington (* 1991), Regisseur, Drehbuchautor und Filmproduzent
  - Olivia Washington (* 1991), Schauspielerin

#### Familie Watson
Siehe Watson-Familie
- J.C. Watson (1890–1968)
  - Coy Watson junior (1912–2009)
  - Vivian Watson (1915–1994)
  - Gloria Watson (1917–1997)
  - Louise Watson (1919–2018)
  - Harry Watson (1921–2001)
  - Billy Watson (1923–2022)
  - Delmar Watson (1926–2008)
  - Garry Watson (* 1928)
  - Bobs Watson (1930–1999)

#### Familie Wayne
- John Wayne (1907–1979), Schauspieler
  - ⚭ Josephine Alicia Saenz (1908–2003)
    - Michael Wayne (1934–2003), Schauspieler und Filmproduzent
    - Mary „Toni“ Wayne LaCava (1936–2000)
      - Brendan Wayne (* 1972), Schauspieler und Filmproduzent

    - Patrick Wayne (* 1939), Schauspieler
    - Melinda Wayne Munoz (1940–1922)

  - ⚭ Esperanza Baur  (1920–1961), Schauspielerin
  - ⚭ Pilar Pallete (* 1928), Schauspielerin und Künstlerin
    - Aissa Wayne (* 1956), Schauspielerin
    - Ethan Wayne (* 1962), Schauspieler
    - Marisa Wayne (* 1966)

## Südamerika

### Argentinien

#### Familie Botto
- Diego Botto, Schauspieler ⚭ Cristina Rota (* 1945), Schauspielerin und Regisseurin
  - María Botto (* 1974), Schauspielerin
  - Juan Diego Botto (* 1975), Schauspieler
  - Nur Al Levi (* 1979), Schauspielerin

## Asien

### Indien

#### Familie Kapoor
- Prithviraj Kapoor (1906–1972), Schauspieler ⚭ Rama Mehra
  - Raj Kapoor (1924–1988), Schauspieler, Regisseur und Produzent ⚭ Krishna Malhotra
    - Randhir Kapoor, Schauspieler und Regisseur (* 1947) ⚭ Babita Kapoor, Schauspielerin
      - Karisma Kapoor (* 1974), Schauspielerin ⚭ Sanjay Kapur, Firmenchef
      - Kareena Kapoor (* 1980), Schauspielerin ⚭ Saif Ali Khan (* 1970), Schauspieler

    - Rishi Kapoor, Schauspieler und Regisseur (1952–2020) ⚭ Neetu Singh (* 1958), Schauspielerin
      - Riddhima Kapoor, Modedesignerin ⚭ Bharat Sahni, Geschäftsmann
      - Ranbir Kapoor (* 1982), Schauspieler

    - Rajiv Kapoor, Schauspieler und Produzent (1962–2021)

  - Shammi Kapoor (1931–2011), Schauspieler und Regisseur ⚭ Geeta Bali (1930–1965), Schauspielerin
  - Shashi Kapoor (1938–2017), Schauspieler und Produzent ⚭ Jennifer Kendal (1934–1984), Schauspielerin

#### Familie Mukherjee
- Rattan Bai (1890–1986)
  - Shobhna Samarth (1916–2000)
    - Shomu Mukherjee (1943–2008) ⚭ Tanuja (* 1943)
      - Kajol Devgan Mukherjee (* 1974) ⚭ Ajay Devgan (* 1969)
      - Tanisha Mukherjee (* 1978)

    - Nutan (1936–1991) ⚭ Rajnish Bahl
      - Mohnish Bahl (* 1963)

    - Ram Mukherjee (1933–2017), Regisseur ⚭ Krishna (Sängerin)
      - Rani Mukherjee (* 1978)